# René Crevel (décorateur)
Pour l’article homonyme, voir René Crevel (écrivain).
René Crevel est un décorateur, architecte et peintre français né le 23 février 1892 à Rouen et mort le 2 décembre 1971 à Villeneuve-Loubet.
Architecte décorateur et peintre, René Crevel contribue à la naissance et au développement du style Art déco. Artiste prolifique, il crée dans des domaines aussi différents que l’architecture et l’architecture d’intérieur, le mobilier, le papier peint et le tissu, le tapis et la tapisserie, la céramique, l’émail, le vitrail ou la fresque.
Entre les deux guerres, il signe de nombreuses créations pour les prestigieuses manufactures françaises, Sèvres ou Limoges pour la porcelaine, Sarlandie pour l’émail, Isidore Leroy, Essef, Geffroy ou Nobilis pour le papier peint, Aubusson pour les tapis et les tapisseries murales, Krieger ou Noël pour les meubles. Architecte d’intérieur et ensemblier, il agence et décore entièrement le théâtre de l'Avenue (1924), aménage l’hôtel de Paris et la bijouterie Sandoz (1928), le restaurant Les Tuileries de l’hôtel Continental, le magasin Frigéco, le premier Office du Portugal en France (1931), le bar de la Société Técalémit (1932)… Il dessine de nombreuses devantures de magasins, boutiques de luxe, bars et brasseries à Paris.
Architecte, il construit en 1926 à Saint-Cloud sa villa dans le plus pur style moderniste. Dès 1930, il conçoit plusieurs projets avant-gardistes d’infrastructures routières : autos-relais et abris routiers. En 1937, il trace les plans du Palais de l’Artisanat à l‘Exposition internationale des Arts et des Techniques. Architecte urbaniste, il conçoit entièrement la cité ouvrière des Laboratoires pharmaceutiques Debat à Garches (1939-1956).
Peintre, d’abord influencé par le japonisme et le cloisonnisme chers aux peintres Nabis, il affirme son style au sortir de la Première Guerre mondiale. Dessinateur et coloriste, il laisse plus de 1 000 œuvres, huiles, gouaches, aquarelles et dessins. Il crée décors et costumes de théâtre, peint panneaux décoratifs et fresques.
Lors des Salons et des grandes manifestations de l’époque, René Crevel reçoit de nombreux prix et distinctions : cinq diplômes et médailles à l’Exposition internationale des Arts décoratifs de 1925 ; un diplôme de Grand Prix à l’Exposition française au Caire en 1929 et à l’Exposition internationale de Liège en 1930, un diplôme d’honneur à l’Exposition coloniale internationale de 1931. À l’Exposition internationale des Arts et Techniques de 1937, deux diplômes d’honneur et deux médailles d’or lui sont décernés.
Actif jusqu'à sa disparition en 1971, René Crevel laisse une œuvre considérable.
Durant l'entre-deux-guerres, René Crevel connut une immense notoriété, qui dépassa largement nos frontières. Son œuvre était promise à la postérité. Mais la Seconde Guerre mondiale mit fin aux années fastes du mouvement Art déco et René Crevel, comme tant d'autres artistes, tomba peu à peu dans l'oubli.
Redécouvert dans les années 2010, il retrouve sa place dans l'Histoire de l'Art. Il compte parmi les plus grands créateurs de l'Art déco.

## Jeunesse et débuts (1892-1917)

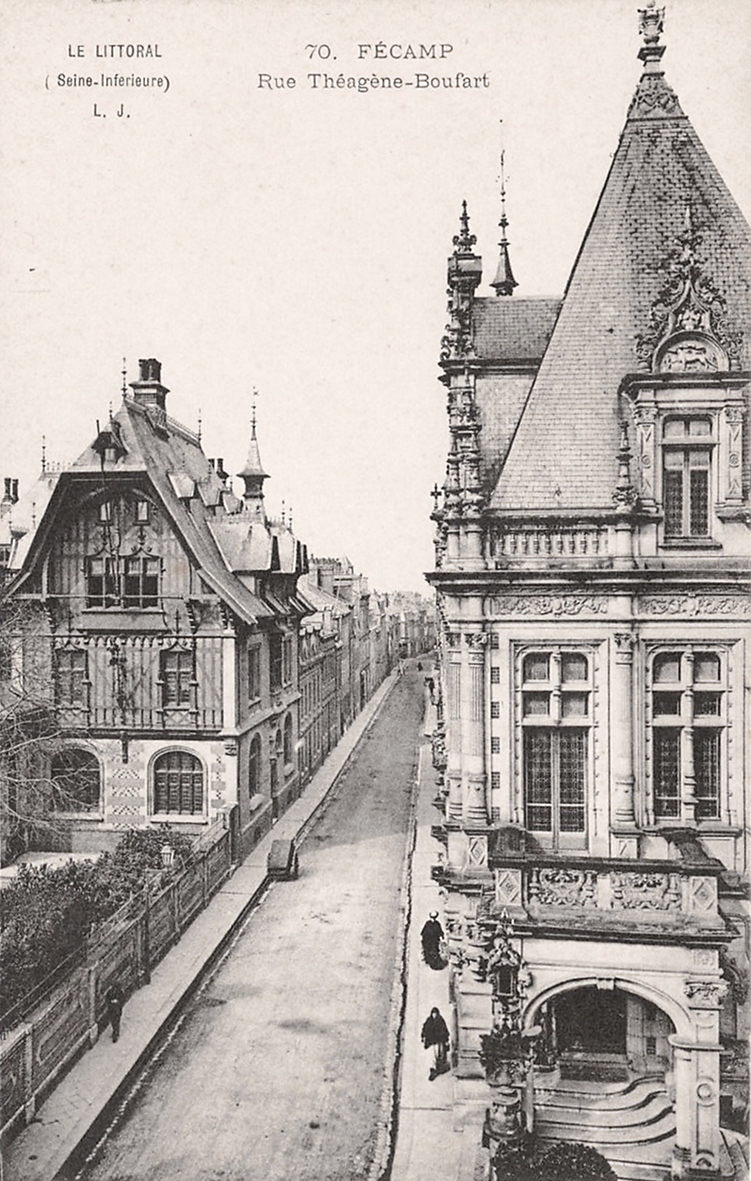
Fécamp, rue Théagène-Boufart.

René Ferdinand Crevel naît le 23 février 1892, 14 rue des Sapins à Rouen. Il est le fils unique de Maurice Adrien Emmanuel Jean-Baptiste Crevel, représentant de commerce, et de Lucie Juliette Boquet, sans profession.
En 1895, ses parents s'installent à Fécamp, à une époque où la ville est en pleine prospérité. Grand port de pêche, elle est aussi une station balnéaire et un lieu touristique en vogue. Au tournant du siècle, mondains, bourgeois et célébrités du monde du spectacle séjournent auprès de nombreux écrivains et artistes, séduits par le décor de cette cité bâtie entre terre et mer, encadrée par les plus hautes falaises de Normandie. C'est dans cet environnement que Crevel grandit, passe son enfance et son adolescence. Ses premières années sont déterminantes dans son parcours.

### Une vocation précoce
À leur arrivée à Fécamp en 1895, les parents de René Crevel emménagent au 84 rue Théagène-Boufart, dans le quartier du port, non loin du palais Bénédictine. En 1897, René a cinq ans lorsque sa mère décède prématurément. Il vit désormais avec son père, représentant en vins et spiritueux, et sa grand-mère maternelle.
Il va bientôt à l'École du Port, où il côtoie les fils de marins, toutes classes sociales confondues. Après le certificat d'études, il poursuit à l'École de l'Hôtel de Ville des études de primaire supérieure, cycle court d'enseignement général et technique qui prépare à la vie professionnelle. À quatorze ans, il commence son apprentissage en architecture, suivant ainsi les traces de son grand-père architecte-géomètre, Jean-Baptiste Crevel. De 1906 à 1912, il se forme auprès des meilleurs architectes de Fécamp. Le plus renommé d'entre eux est Émile Mauge – architecte de la Ville de 1907 à 1937 – qui construit alors le casino, vaste complexe balnéaire en bord de mer, ainsi que de nombreuses villas. L'architecture balnéaire, régionaliste, s'inspire alors de l'Art nouveau. Crevel souscrit à cet « art total » qui a pour ambition de changer le décor quotidien et prône l'avènement d'un architecte autant artiste que technicien.
Tandis qu'il poursuit son apprentissage, René Crevel, qui dessine depuis l'enfance, commence à peindre en autodidacte : falaises et paysages environnants sont ses sujets de prédilection. Il fréquente bientôt un groupe de jeunes artistes, se lie d'amitié avec plusieurs d'entre eux, Émile Caniel, Marcel Simonin et surtout Henry E. Burel. À la belle saison, les quatre amis se retrouvent pour des « dimanches de peinture», filent à bicyclette en pleine nature peindre sur le motif.
En 1910, il remporte le 1er Prix ex æquo du Concours de Dessin organisé par les Violetti : son dessin est choisi pour illustrer la couverture du programme officiel de la Grande Semaine d'aviation de Rouen. Quelques mois plus tard, la Société Bénédictine lui commande des illustrations pour ses menus.
En juillet 1911, il participe aux fêtes du Millénaire normand : tandis qu'au Musée leurs peintures sont exposées aux côtés de celles de leurs aînés, Crevel et ses amis artistes invitent le public dans leur « Cabanon des Incohérents » où l’on découvre de petits tableaux pleins d’humour; ainsi que les petites figurines en bois peint qu’il a réalisées avec Burel : elles caricaturent les personnalités de la Ville. Parmi elles, Adrien Constantin, entrepreneur et auteur-compositeur de revues théâtrales drolatiques, lui fait découvrir le monde du théâtre. À la fin de l’année, il illustre la couverture du livret pour la revue Non… ! Mais chez qui ??! de Désiré Lacoudre représentée sur la scène du Casino. C’est une première et le journal local s’en fait l’écho.
Peu à peu, René Crevel s’est fait une réputation dans la vie artistique de la ville, qui lui commande en 1912 la création d’une grande affiche publicitaire pour le casino et ses bains de varech.
Parvenu au seuil de l’âge adulte, après six années de formation, René Crevel, devenu architecte, s’est découvert une vocation pour « l’Art Décoratif, ou plutôt l’Art Appliqué qui… découle de l’Art pur et s’y rattache directement ». Déterminé à « suivre sa vocation » d’Artiste Décorateur, il décide de monter à Paris. Plein d’espoir et d’ambition, il part pour la capitale en 1913. Il obtient un engagement à la Maison Dumas, l’une des plus prestigieuses maisons de décoration et d’ameublement.
De ses années de jeunesse, René Crevel gardera longtemps des amitiés solides, un attachement indéfectible à la Normandie et particulièrement à Fécamp, la ville où il retournera très régulièrement – même en pleine gloire parisienne – et qui sera l’une des principales sources d’inspiration de son œuvre.

### Les débuts à Paris

#### «un décorateur-né[9]»
René Crevel fait ses premières armes de décorateur chez Dumas, Maison de décoration et fabricant d’avant-garde. Il se forme, dessine motifs de papiers peints et de tissus – puis des modèles de meubles.
Parallèlement, il se passionne pour toutes les propositions nouvelles qui déjà se font jour, notamment dans le domaine ornemental. Outre les papiers peints de l’atelier Martine et certains tissus de Raoul Dufy, que Dumas imprime à façon, il découvre les apports des artistes viennois (les Wiener Werkstätte issus de la Sécession viennoise) et munichois (le deutscher Werkbund), adhère aux idées du décorateur André Vera qui prône la création d’un « nouveau style ».
Très vite, il mène ses propres recherches, déterminé à inventer un style qui réponde aux aspirations et aux besoins de ses contemporains. Durant la guerre, dans son petit logement de la rue de l'Université qui lui tient lieu d’atelier, il crée ses propres modèles et conçoit bientôt des projets dans tous les domaines de la décoration : papiers peints, tissus, mais aussi modèles de meubles, de lampes, de paravents, compositions d’intérieurs, projets d’affiches, de décors et de costumes de théâtre. Comme le souligne Aristide Frétigny, qui lui consacre dès 1917 un long article dans La Revue normande : « Rien de ce qui touche à la décoration ne le laisse indifférent. »
Pour vivre, il travaille en indépendant pour plusieurs Grands Magasins : pour le Printemps, les Galeries Lafayette, Pygmalion ou les Trois-Quartiers, il dessine aussi bien des meubles que des modèles de papiers peints, des tissus de mode et de décoration « qu’on s’arrache». Les modèles sont différents pour chacun de ces Grands Magasins qui s’empressent de les exploiter et de les vanter « en exclusivité » – sans que le nom de Crevel soit cité.
Il peint aussi pour des particuliers des trumeaux, petits tableaux décoratifs destinés à orner le dessus des miroirs de cheminées. Car tout en poursuivant ses recherches décoratives, René Crevel ne cesse de peindre. Il s’intéresse aux courants les plus novateurs : le fauvisme, le cubisme, le futurisme. Il se sent surtout proche des Nabis, de leur expression et de leur ambition affichée de restaurer la vocation décorative de la peinture, de faire pénétrer ainsi l’art dans la vie quotidienne. À leur suite, il se prend de passion pour le japonisme et les estampes ukiyo-e.
Entre 1915 et 1917, nourri des apports des avant-gardes, il enrichit sa palette, simplifie les formes : de ses paysages « japonisants » d’une grande force expressive jusqu’aux premières peintures de Triel-sur-Seine, il affirme déjà un style.
Malgré les difficultés matérielles, les années de guerre sont pour Crevel une période de création intense et de gestation importante pour ses productions futures.

## La reconnaissance (1918-1924)
Dès la fin de la Guerre et durant les quelques années qui précèdent l’Exposition internationale des Arts décoratifs de 1925, René Crevel expose, participe à de nombreux salons et manifestations artistiques, collabore avec de grandes manufactures, se fait connaître par des réalisations importantes.
À l’automne 1918, il expose pour la première fois à Paris, à la galerie Sauvage. Galerie d’avant-garde, elle a été inaugurée quelques mois plus tôt avec une exposition-événement des deux grands artistes russes Mikhaïl Larionov et Natalia Gontcharova. En novembre, elle réunit quatre « jeunes » artistes dont René Crevel qui présente des peintures de falaises et une série audacieuse de tableaux récents de Triel-sur-Seine.
Fin 1918, il crée aussi pour le théâtre : Jacques Hébertot, avec lequel il a noué des liens d’amitié, l’a mis en relation avec Arsène Durec, l’un des metteurs en scène les plus innovants de l’époque. Crevel crée pour lui les maquettes, décors et costumes, de trois pièces : Le Peintre exigeant de Tristan Bernard, Il était une bergère d’André Rivoire et La Cruche ou j’en ai plein le dos de Margot de Georges Courteline et Pierre Wolff.
Ces deux dernières pièces font partie de la sélection opérée par Durec et Hébertot pour la Grande Tournée théâtrale en Scandinavie qu’ils mettent sur pied avec le soutien du ministère des Affaires étrangères. Dans les premiers mois de 1919, Crevel prend une part active à la préparation de ses décors et de ses costumes, choisit les tissus avec la costumière, Mlle Muelle, travaille en étroite concertation avec Hébertot et Durec. Celui-ci monte une dizaine de pièces, signées notamment de Courteline, Paul Claudel, Georges Duhamel, Maeterlinck, André Rivoire. Pour les décors et les costumes, il a fait appel à René Crevel ainsi qu’à Bénédictus, Daragnès, Dethomas, Derain, Othon Friesz, Vlaminck et Vuillard. Avec de tels participants, la Tournée Durec est bien, comme le soulignera la revue La Rampe, « une tournée d’art comme on n’en vit jamais nulle part». Partout où les pièces sont représentées, dans toutes les grandes villes de Norvège, du Danemark, de Suède et de Finlande, elles connaissent un immense succès, dont on se fait l’écho dans la presse parisienne. Quelques semaines après le retour en France, la Tournée repart pour la Suisse romande et alémanique, de la Chaux-de-Fonds et Genève à Zurich et Bâle, où elle reçoit le même accueil enthousiaste.
Au printemps, René Crevel quitte son petit logement rue de l’Université et emménage au 15 rue de Grenelle, dans le 7e arrondissement. L’été, il retourne à Fécamp : la ville et ses environs lui inspirent d’innombrables études et de nombreuses peintures, huiles et gouaches, qui constituent une étape importante dans son expression. Sa palette se fait plus douce et nuancée. Les formes stylisées, simplifiées à l’extrême, font apparaître une falaise comme un motif, un ensemble de falaises comme un « modèle achevé de décors».
Dans le même temps, il mène plusieurs projets dans le domaine des arts décoratifs. Il dessine une façade, rue de Vaugirard. Elle fait alors figure d’exception : c’est l’une des seules façades « modernes » érigées Rive gauche à Paris, et elle concerne une poissonnerie, Aux Marées de la nuit. Elle est citée en exemple dans de nombreux articles qui analysent l’évolution esthétique des boutiques parisiennes et reproduite à de multiples reprises les années suivantes.
Au Salon d’Automne de 1919, auquel il participe pour la première fois, il expose un ensemble de 7 tapis à motif central, sur des thèmes empruntés à la faune et à la flore.
Lors de l’exposition générale des Arts appliqués du musée Galliera à l’hiver 1919-1920, on découvre ses modèles de soieries édités par la Maison Cornille Frères, l’une des manufactures lyonnaises les plus actives dans le mouvement de rénovation de l’art de la soie. Ils sont également exposés quelques mois plus tard lors de la manifestation L’Artisanat français organisée à Amsterdam par le prestigieux magasin Metz & Co qui a réuni les productions de la fine fleur de la décoration moderne.
À Paris, il expose avec Morin-Jean à la galerie Sauvage : il présente trente-trois de ses peintures récentes, dont la plupart sont sur le thème de Fécamp. Certaines figurent au Salon d’Automne de 1920. Lors de ce Salon, René Crevel expose aussi pour la première fois des papiers peints. Ils sont édités par « Cactus, Société de papiers peints modernes » qu’il a fondée avec un ami peintre et décorateur, Jacques Camus.
Fin 1920, un autre événement marque un temps fort : Crevel est le décorateur de la première adaptation théâtrale du roman de Pierre Benoit, L’Atlantide. Pour la pièce écrite par Henri Clerc, mise en scène par Arsène Durec, il dessine de nombreux costumes et met au point neuf décors, au graphisme synthétique, aux coloris fauves, qui lui valent les éloges de la critique et du public parisien dès la première représentation en décembre au théâtre Marigny. Cette expérience contribue à sa notoriété naissante.
L’année suivante est riche en événements tant sur le plan professionnel que personnel. Le 18 juin 1921, à la mairie du 7e arrondissement, René Crevel épouse Ernestine Héloïse Bécasse, qu’il a rencontrée, adolescent, à Fécamp et qui est devenue sa compagne. Quelques semaines plus tard, il est en Normandie, au chevet de son père, Maurice Crevel, qui décède le 12 août.
Alors que s’ouvre la décennie des Années folles, René Crevel comme tous les artistes décorateurs, a pour ambition de créer une nouvelle esthétique, de « changer le décor » et d’inventer un art de vivre qui corresponde à son temps. Convaincu que le moyen de décorer le mur le plus répandu, et le plus approprié à l’époque, est le papier peint, il en fait le champ privilégié de ses recherches ornementales.
Au Salon des Artistes décorateurs, auquel il participe pour la première fois en 1921, il présente un ensemble de papiers peints édités par Cactus, ainsi que des motifs de décor pour cretonnes et toiles imprimées. Puis au Salon d’Automne, il expose peintures et papiers peints. Il signe par ailleurs avec Francis Paul les papiers peints et les tissus du « Coin repos », l’ensemble mobilier que René Herbst expose pour sa première participation.
À l’aube des années 1920, reconnu par ses pairs, il apparaît comme l’un des artistes décorateurs les plus créatifs dans le renouvellement de l’art du papier peint. Un industriel haut de gamme, Charles-Henry Geffroy, fait appel à lui pour créer une collection de papiers peints modernes. En 1922, les premiers modèles sont présentés au Salon des Artistes décorateurs, puis, avec les tissus édités par Cornille, à l’exposition du musée Galliera Le Décor de la vie sous le second Empire et en 1922, ainsi qu’au Salon d’Automne. À compter de cette date, Crevel exposera chaque année de nouveaux modèles dans tous les Salons auxquels il prend part.
D’autres projets voient le jour. Pour la Maison Le Décor mural, Crevel crée une ligne de meubles « modernes » destinés à être produits en série. À partir des mêmes éléments, il conçoit plusieurs meubles différents et compose des ensembles pour toutes les pièces, modulables selon l’espace disponible, y compris dans de tout petits appartements.
Au printemps 1922, on peut voir au théâtre de l’Eden les décors et costumes qu’il a créés pour la nouvelle adaptation de L’Atlantide. Même si, après cette date, il cesse de créer directement pour la scène, Crevel gardera toujours une passion pour le théâtre ; et fréquentera toute sa vie les milieux du spectacle où il a noué de nombreux liens depuis ses premiers compagnonnages. Fin 1928, il signera trois grandes affiches de cinéma pour le film réalisé par A. Durec, Le Désir.
Début 1923, le public découvre une autre facette de sa création : l’architecture. Pour sa « future maison », Crevel a conçu un projet d’avant-garde, qui a la radicalité d’un manifeste moderniste. Sa maquette est exposée au Grand Palais lors du premier Salon d’Architecture Moderne organisé à l’initiative de Mallet-Stevens qui a réuni autour de lui vingt-cinq architectes de son temps. Crevel présente également cette maquette d’architecture, Ma future maison, au Salon des Artistes décorateurs.

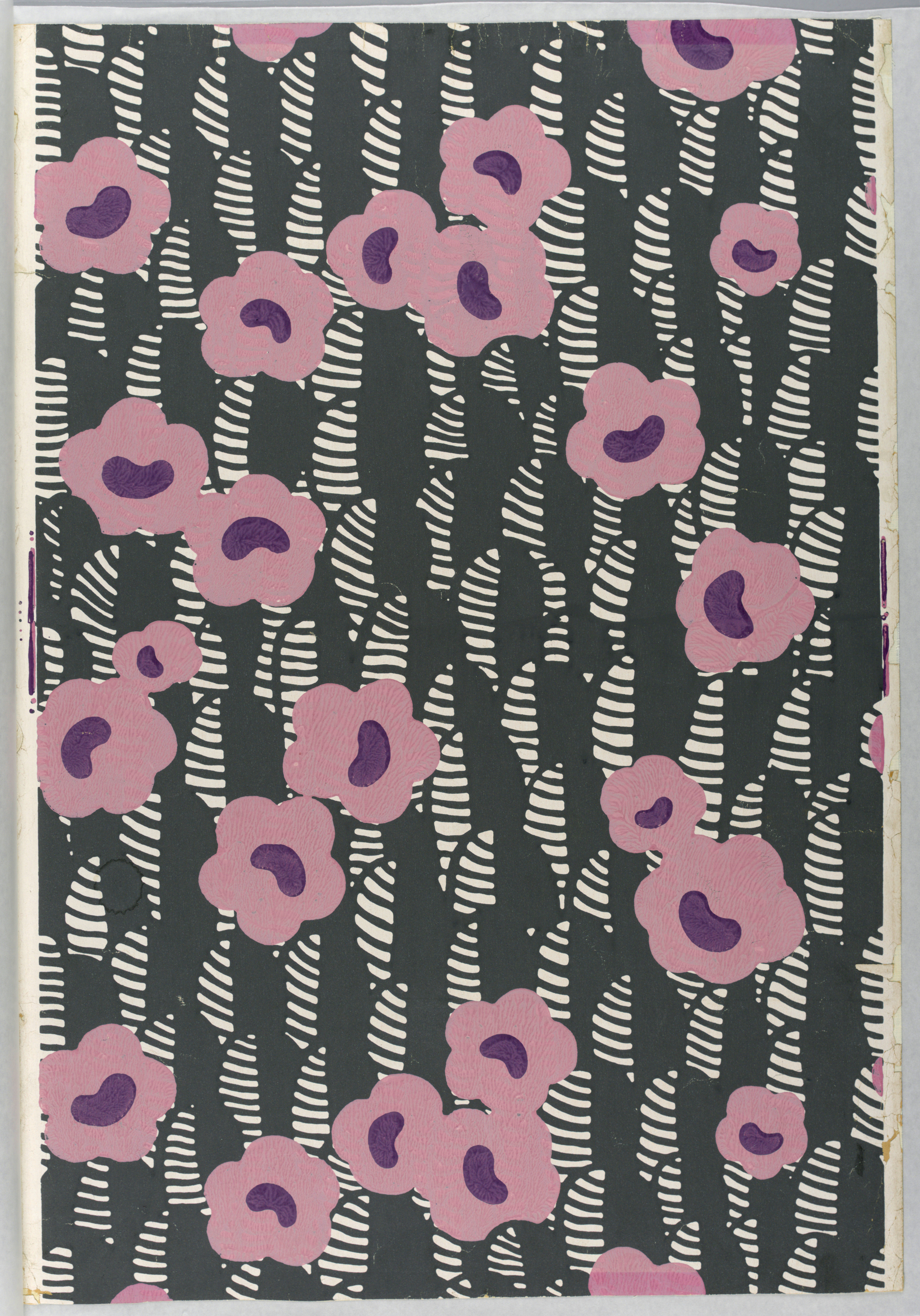
Papier peint pour Nancy McClelland. Coll. Cooper-Hewitt, Design Museum, NY.

Il y expose par ailleurs des panneaux de papiers peints. Dans ce domaine, l’art de Crevel séduit la décoratrice américaine, Nancy McClelland. Pionnière de la décoration d’intérieur aux États-Unis, elle a fondé sa propre entreprise et ouvert une boutique à New York. Pour elle, il crée spécifiquement plusieurs modèles, novateurs tant par leur inspiration que par leur expression.
À l’été, Crevel entreprend un voyage en Bretagne, son premier pèlerinage sur cette terre d’artistes, chère à Gauguin et aux Nabis. Son périple le mène à Bono et Quiberon, puis en remontant la pointe, jusqu’à Ploumanac'h, tout près de Perros-Guirec où Maurice Denis a sa villégiature, la villa Silencio y Descanso (« Silence et repos »). De toutes ses étapes, il rapporte de nombreuses études dont il s’inspire, dès son retour et les années suivantes, pour ses peintures. Il expose deux de ces tableaux au Salon d’Automne.
À la même période, Crevel est primé au Concours de façade de la Ville de Paris aux Champs-Élysées. La Société d'encouragement à l'art et à l'industrie (SEAI), qui a organisé le concours pour les Établissements de meubles Mercier, lui décerne une mention, accompagnée de la plaquette de la Société. Quelques mois plus tard, en mars 1924, il est lauréat du concours lancé par les Magasins du Louvre pour leur Pavillon spécial à l’Exposition de 1925. Son projet est classé après ceux d’Albert Laprade, qui construira le pavillon, et de Guillemonat.
En mai, la galerie Briant-Robert, l’une des galeries d’art moderne les plus en vue, lui demande de participer à l’exposition de peintures 1er Groupe, Crevel, Cochet, Jacquemot et Léveillé.
Entre-temps, Crevel, coopté par ses pairs, a adhéré au Groupement des Architectes Modernes (GAM), fondé par Albert Laprade et présidé par Frantz Jourdain en 1923. Tous ses membres défendent « l’Architecture et l’Art appliqué modernes », conçoivent l’architecte comme un « ensemblier » qui collabore avec des artistes de toutes disciplines ou est lui-même un créateur polyvalent, un « architecte décorateur ». En 1924, Crevel est l’architecte décorateur d’un nouveau théâtre : le Théâtre de l'Avenue. Il s’élève rue du Colisée, à quelques pas de l’avenue des Champs-Élysées, en lieu et place d’une petite salle de spectacles. Après que l’architecte René Richard a surélevé et considérablement agrandi l’édifice, Crevel se charge entièrement de l’agencement intérieur, crée la décoration dans ses moindres détails, dessine la façade. Lorsque le théâtre de l'Avenue est inauguré le 16 mai, la presse et le Tout-Paris s’enthousiasment pour « l’un des théâtres les plus séduisants de la capitale». Cette première réalisation importante est une réussite et Crevel apparaît désormais comme l’un des architectes décorateurs les plus talentueux sur la place de Paris.
« Six photos du Théâtre de l’Avenue, rue du Colisée » font partie de son envoi au Salon d’Automne. Avec elles, il expose « le projet primé au concours des Grands Magasins du Louvre, Palais exp. 1925 ». Mais ce qui marque davantage le Salon, c’est la présentation en avant-première d’« un ensemble cabinet de travail, en palissandre de Rio » – premier ensemble mobilier complet créé par Crevel avec Krieger, l’une des Maisons les plus prestigieuses du faubourg Saint-Antoine. Il fait partie des ensembles les plus remarqués du Salon ; abondamment décrit alors dans la presse, et bientôt reproduit dans le portfolio de Maurice Dufrène, Ensembles mobiliers. Mobiliers. Exposition internationale 1925, il place Crevel au rang des grands « meubliers ».
À la veille de l’Exposition internationale de 1925, Crevel apparaît comme un ensemblier, artiste peintre, architecte, décorateur – l’un des créateurs les plus représentatifs de la rénovation des arts décoratifs. Dès la fin de la Guerre, grâce aux Salons et expositions, on a pu découvrir ses apports dans l’art du papier peint, du tissu, du mobilier. Les créations qu’il présente à l’Exposition de 1925, dans ces domaines comme dans le domaine du tapis, de la céramique et du vitrail, révèlent un style. Elles permettent aussi de mesurer sa contribution essentielle à l’Art déco.

## La consécration (1925-1937)

### L’Exposition internationale des Arts décoratifs et industriels modernes Paris 1925: une étape cruciale
Reconnu comme un créateur majeur dans le domaine du textile, René Crevel est nommé membre du Comité d’admission de la Classe 13, Art et Industrie des Textiles. Principal collaborateur de Paul Follot, architecte-installateur de la Classe au Grand Palais, il joue un rôle très actif comme conseiller artistique pour la scénographie.
Dans cette Classe, il expose tissus d’ameublement, toiles imprimées, soieries éditées notamment par Cornille et Brunet-Meunié ; des tapis et moquettes Jacquard exécutés par la Manufacture Française de Tapis et Couvertures (MFTC) ; deux stores de dentelle, pièces d’exception réalisées selon des techniques entièrement artisanales par Figuès, Atoch et Cie. Crevel est distingué pour l’ensemble de ses créations qui témoignent de sa consécration « parmi l’élite des dessinateurs» : il est couronné d’un Grand Prix.
Paul Follot et René Crevel sont également réunis au Pavillon de la Société des Artistes décorateurs, qui s’est vue chargée officiellement de réaliser « une Ambassade française ». Appartements de réception et appartements privés sont réalisés par tous les grands noms de la décoration moderne nationale. Crevel crée deux grands panneaux – huiles sur toile – pour l’Antichambre conçue par Paul Follot.
Au Grand Palais, il est aussi l’un des protagonistes de la Classe 14, Art et Industrie du Papier peint. Il présente de nombreux modèles, chez le Mardelé et surtout chez CH.-H. Geffroy qui, grâce à un ingénieux système de panneaux roulants, renouvelle constamment sa présentation. Avec les papiers peints les plus marquants de sa production récente, Crevel expose les nouveaux modèles qu’il a créés pour la Collection 1925-1926. La plupart font partie du fascicule Quelques murs décorés… par René Crevel, pour lequel il a dessiné 16 planches : 16 intérieurs meublés (salons, salles à manger, chambres…) qui présentent en situation chaque modèle décliné en papier peint, tenture, tissu d’ameublement.
Si ses créations témoignent d’abord d’une extrême variété d’inspiration et d’expression, elles sont aussi symptomatiques de l’évolution stylistique dont Crevel est l’un des précurseurs : les dessins sont traités à plat, sur des fonds gris ton sur ton ou camaïeux de couleurs, sans outrance de coloris, les motifs simplifiés et de plus en plus géométriques.
René Crevel est récompensé d’une médaille d’argent. Belle distinction, dont Bénédictus, le décorateur de la Classe 14 et rapporteur des travaux du jury, tient cependant à noter : « Nous regrettons bien vivement que le jury ne se soit pas montré plus généreux envers les œuvres de M. René Crevel à qui n’a été décernée qu’une médaille d’argent ; les compositions de M. René Crevel méritaient mieux en raison de qualités décoratives indéniables mises au service d’une invention sans cesse renouvelée. »
Classe 6, Art et Industrie du verre, présidée par Jacques Gruber, Crevel expose La Crucifixion, vitrail dont il dessiné le carton, exécuté par l’atelier du maître-verrier Damon. Loin des représentations stéréotypées ou académiques, il crée une œuvre dont l’expression est résolument moderne. Son Christ jaune s’élève sur la Croix. Il est au centre d’une composition symétrique. Tous les éléments, personnages et décor, de la scène sont stylisés, traités en formes simples dans une « fine harmonie de verts, de gris, de violets». La couleur jaune primaire du Christ est un hommage au Christ jaune de Gauguin, dont l’art a exercé une influence décisive sur les Nabis. De leur enseignement, Crevel adopte le synthétisme, la simplicité graphique primitiviste. Avant tout il s’affranchit des « entraves de la vraisemblance» formelle et chromatique pour donner une nouvelle interprétation de la Crucifixion. Pour cette œuvre majeure par sa conception et sa facture, il reçoit un diplôme d’Honneur.
Crevel joue aussi un rôle de tout premier plan au Pavillon de la VIIe Région économique (Limoges, Limousin et Charentes). Il illustre la couverture du catalogue, fait partie de la Commission désignée par le Comité Régional et les exposants : avec l’architecte du pavillon Pierre Chabrol, les fabricants Lanternier (porcelaines), Paul Hamot (tapisseries d’Aubusson), l’artiste Eugène Alluaud, il est chargé de « la surveillance générale du Pavillon, de la présentation des objets exposés et des rapports avec la presse parisienne et régionale».
Il se révèle surtout comme l’un des artistes céramistes les plus novateurs : pour orner les trois entrées de la salle consacrée à la porcelaine, il crée trois paires de grands vases, dont chacune a été exécutée par un fabricant :  Bernardaud & Cie, les Porcelaines François et La Porcelaine Limousine. Les six pièces sont exceptionnelles et les décors de Crevel constituent un tournant dans l’art décoratif de la porcelaine. Le vase octogonal au décor de danseuses blanches et de musiciens noirs, dont la forme est de Chabrol, restera au regard de l’Histoire comme l’un des premiers exemples du style Art déco.
Ces six vases ne constituent pas sa seule contribution au renouvellement du décor de porcelaine. Pour plusieurs manufactures, comme Martin et Duché, La Porcelaine Limousine ou les Porcelaines François, dont il est le conseiller artistique, il a composé des décors d’assiettes aux harmonies colorées audacieuses, dont on souligne le raffinement. Il a aussi créé des services aux formes et aux motifs modernistes : on remarque entre autres un service à décors géométriques gris et or exécuté par la manufacture Chabrol et Poirier, qui obtiendra un Grand Prix.
À l’issue de la manifestation, il reçoit aussi un diplôme commémoratif comme membre du Comité d’admission de la Classe 13 Textiles. Pour l’ensemble de ses créations, il est récompensé de la médaille de vermeil par La Renaissance française.
L’Exposition internationale de 1925 est un temps fort pour Crevel. Les œuvres qu’il a créées spécialement, au-delà de la diversité d’expressions, témoignent d’une remarquable cohérence stylistique et thématique, et d’une démarche fondamentalement novatrice. Elle est déterminante dans son parcours. Considéré comme une figure majeure d’un nouveau style, Crevel se consacre désormais à de nombreux projets de décoration. Après le Salon d’Automne qui a lieu du 26 septembre au 2 novembre, même s’il continue à peindre, Crevel n’expose plus de tableaux les années suivantes.

### Les années fastes (1925-1934)
Dès la fin de l’Exposition, la Manufacture nationale de Sèvres fait appel à lui : il dessine d’abord les décors de plusieurs assiettes et d’un vase. Le vase Rapin, vase à couvercle de forme ovoïde, comporte un décor de faunes musiciens et de femmes à la guirlande de fleurs caractéristique de ses thèmes et de sa manière, et emblématique du Style 25. Il est aujourd’hui conservé à New York, au Metropolitan Museum of Art. Après ces premières réalisations, Crevel collaborera très régulièrement avec Sèvres durant une dizaine d’années pour des décors d’assiettes, de carreaux de faïences et de grands vases, qu’on comptera parmi les plus belles pièces de cette période.
Tandis que s'ouvre l’année 1926, il est lauréat au concours pour la création d’un flacon de parfum, organisé par la SEAI pour la Maison Houbigant.
Dans l’année, il voit se concrétiser un projet d’ampleur : il crée tous les vitraux de l’église Notre-Dame de Seuil, dans les Ardennes. Dans le cadre du vaste programme de Reconstruction des régions dévastées, l’église, reconstruite dans un style Art déco, est bénite le 18 juillet. Elle est ornée de 18 vitraux, dont un grand vitrail « patriotique », commémoratif de la Grande Guerre (5,30 m x 2,81 m). Détruit, soufflé comme tous les autres vitraux de Crevel en 1940, lors de la Seconde Guerre mondiale, il a été récemment reproduit à l’identique, avec quelques fragments conservés, par le vitrailliste Jean-Marc Paguet.
S’il compose sans cesse de nouveaux modèles de papiers peints pour Geffroy dont il est le dessinateur exclusif, ou de soieries pour Cornille et Brunet-Meunié essentiellement, Crevel crée de plus en plus pour le tapis. En 1926, à la Saison d’Art de Beauvais, organisée par la Manufacture Nationale de la Tapisserie, il expose les modèles qu’il a réalisés avec la MFTC ainsi que les tapis tissés par la Manufacture de Tapis d’Orient à Tlemcen en Algérie. Au Salon d’Automne, il présente un ensemble de 5 somptueux tapis au point noué exécutés à la main selon des méthodes ancestrales par Le Point Sarrazin, en Aveyron. Qu’il travaille pour une production de luxe de tapis faits à la main ou pour une production industrielle de tapis tissés à la machine, Crevel renouvelle sans cesse son expression. Si les décors floraux font toujours partie de son répertoire, ses fleurs sont de plus en plus stylisées, réduites à des formes simples, souvent fragmentées qui se confondent avec des figures géométriques : carrés, rectangles, triangles, losanges. Ses compositions cubisantes sont rythmées par un petit nombre de couleurs. Bientôt il crée aussi des décors abstraits, au dessin sobre, aux lignes épurées dans de riches et subtiles harmonies de couleurs chaudes.
Plusieurs de ses tapis sont exposés, en janvier 1927, au Salon des Indépendants : ils sont édités par le Grand Magasin À la Place Clichy. Réputée pour être depuis le XIXe siècle la spécialiste du tapis d’Orient, la Maison lance une Collection de 32 tapis modernes d’après les maquettes d’une douzaine d’artistes. Parmi les tapis de Crevel, dont on plébiscite l’originalité et la fantaisie, un modèle fait sensation : son décor est purement abstrait, dans une harmonie de beige, brun, orangé et noir : de petits ronds colorés cerclés de bleu semblent virevolter de manière concentrique jusqu’au centre au-dessus d’un rectangle orangé largement bordé de noir. Il est reproduit dans le portfolio 12 Tapis au point noué édité un peu plus tard par la Place Clichy qui réunit les modèles de Francis Jourdain, Dangon, Yvonne Fourgeaud, Solange Patry Bié, Jacques Vergé, Bénédictus, Gislain et Gaudissart. Pour variés qu’ils soient, ces tapis de Crevel sont composés selon un double axe de symétrie (vertical et horizontal).
Durant l’année 1927 et 1928, il crée une série de modèles comme autant de variantes : ils sont composés de faisceaux d’arbres agencés selon cet axe double. Ils forment de véritables kaléidoscopes de formes, de lignes et de couleurs, dont la réussite la plus exceptionnelle est un « jardin d’arbres » ou « arboretum topiaire » : composé d’innombrables motifs d’arbres stylisés dans une multitude de couleurs aux nuances à la fois douces et fraîches, le modèle présente une image simple, et par un jeu optique, crée un nombre infini de combinaisons symétriques. Tapis « aux ronds de lumière » ou « jardin d’arbres » font très rapidement – et jusqu’à aujourd’hui – partie de Collections privées prestigieuses. À partir de cette inspiration, Crevel crée de nombreux modèles qui, sans se répéter, sont reconnaissables entre tous. Ils sont mis à l’honneur à Paris lors de l’exposition Le Décor de la vie au musée Galliera à l’hiver 1927-1928, puis présentés par la Place Clichy dans tous les grands Salons internationaux.
Dans d’autres domaines, Crevel est toujours très actif. Ses modèles sont exposés à l’exposition L’Art de la Soie du musée Galliera au printemps 1927. Pour ce qui concerne le papier peint, Geffroy met au point une nouvelle fabrication et dépose la marque « Le Velouté ». Il fait appel à lui pour créer une ligne de « Veloutés » modernes. Crevel expose ses modèles pour la première fois au Salon des Artistes décorateurs, puis crée une collection avec Maurice Dufrène, Jacques Klein puis Francis Jourdain ; pour la collection, il dessine toutes les publicités de Geffroy.
Dans l’année, la revue Papiers Peints et Tentures lui demande de tenir, en alternance avec René Gabriel et Guillaume Janneau, la chronique « Critique d’Art…iste ». La première est publiée en juin, puis deux autres paraissent, en août et en octobre: ses articles constituent un précieux témoignage sur les questions qui font débat parmi les décorateurs et sur ses propres conceptions.
Par ailleurs, Crevel est l’architecte décorateur de la librairie Le Temps retrouvé, inaugurée en décembre rue Richepanse: il a dessiné la devanture, créé l’ameublement et la décoration. Devanture et mobilier ont été réalisés par la Société Noël avec laquelle il collabore désormais étroitement aussi bien pour la fabrication de ses meubles que pour l’agencement de ses ensembles. Et dans ce domaine, l’année suivante sera féconde.

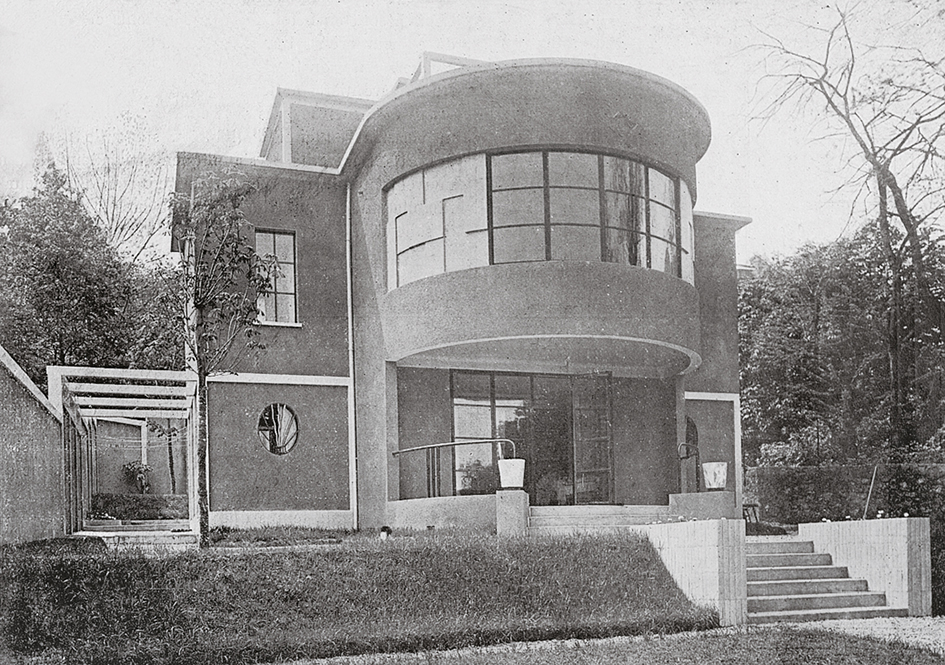
La villa à Saint-Cloud en 1928.

Au reste, l’année 1928 est une année faste pour Crevel aussi bien sur le plan personnel que professionnel. Après deux ans de travaux, il emménage dans sa maison-atelier. Située à Saint-Cloud, en haut d’un terrain en pente, elle offre un superbe panorama sur le bois de Boulogne et au loin sur la tour Eiffel. Son jardin en terrasses permet d’atteindre, en bas du terrain, un court de tennis. De son projet initial conçu en 1923, Crevel a gardé l’essentiel : la rationalité de la forme, la simplicité des lignes, la sobriété de l’ornement. La situation et l’environnement de la maison lui ont inspiré quelques trouvailles architecturales, comme la rotonde en saillie qui contribue à l’originalité et à l’élégance de la construction. Geste architectural unique, elle apparaît comme l’un des exemples emblématiques du style Art déco. Dès 1928, la revue La Construction Moderne consacre, dans son numéro de juillet, un long article illustré à la « Villa de M. Crevel, Architecte décorateur à Saint-Cloud».
À Saint-Cloud, où il vit et travaille désormais, naît le 9 avril son fils Claude, Maurice.
Dans le domaine de la décoration plane, l’exposition de printemps du musée Galliera Toile imprimée et papier peint, très attendue après l’Exposition de 1925, constitue une nouvelle consécration. Parmi les nombreux modèles exposés, ses Veloutés gris édités par CH.-H. Geffroy, présentés sur les grands panneaux d’entrée, sont à l’honneur. C’est malheureusement la dernière grande exposition où l’on voit les productions de Crevel avec Geffroy : durant l’hiver qui suit, son usine d’Ivry est détruite par une inondation et l’entreprise CH.-H. Geffroy ne s’en relèvera pas.
Par ailleurs, la collaboration qu’il a instaurée avec Noël est riche. Non seulement Crevel crée de nombreux meubles et ensembles mobiliers, exposés en France et aux États-Unis, mais il signe, comme architecte décorateur, deux réalisations marquantes, l’une à l’Hôtel de Paris, l’autre à la bijouterie Sandoz.
Érigé par les architectes Charles Nicod et Émile Molinié au boulevard de la Madeleine, l’hôtel de Paris est un vaste immeuble de style « paquebot ». Au pied de l’immeuble, on trouve « le Viel », l’un des plus anciens et des plus réputés restaurants de Paris : Crevel le transforme entièrement – ameublement et décoration. À l’intérieur de l’hôtel, c’est le hall d’accueil avec son atrium et le petit salon attenant qu’il meuble. Dans le salon, il complète la décoration par un grand panneau peint. Il intervient ensuite au premier sous-sol, où il crée entièrement le bar Viel. Le restaurant et le bar, ouverts en milieu d’année, comme l’hôtel, deviennent LE rendez-vous du Tout-Paris. Au deuxième sous-sol, il agence et décore une salle des fêtes, pour un thé ou un dîner dansant, « Le Magdala », où l’on se presse le soir de l’inauguration, le 29 novembre. Complètement achevé en 1929, l’hôtel de Paris apparaît comme l’une de ses plus belles réussites.
Dans le même temps, il mène un autre grand projet : la transformation de la célèbre bijouterie Sandoz, rue Royale. À la demande de Gérard Sandoz, créateur joaillier et orfèvre, Crevel transforme entièrement la bijouterie : il dessine la façade, extrêmement sobre ; à l’intérieur, il agence l’espace, crée l’ameublement et la décoration. Sans rien perdre de son prestige, l’adresse a gagné en modernité : lors de son inauguration le 8 juin, on rend un hommage unanime à Crevel qui a su donner un écrin aux créations d’avant-garde de Sandoz.
Au Salon des Artistes décorateurs, il expose pour la première fois un ensemble mobilier, un « Coin de Salon ». Hormis une console en métal très sobre, tous les meubles sont en bois : sièges recouverts du tissu qu’il a dessiné, petite table-rangement, secrétaire en palissandre du Brésil, sycomore et basane et une bibliothèque conçue à partir de panneaux de différentes essences, qui apparaît alors comme le clou du Salon.
Un peu plus tard dans l’année, il expose un meuble à hauteur d’appui lors de l’exposition organisée par le Grand Magasin B. Altman & Co à New York, 20th Century Taste in the New Expression of the Arts in Home Furnishings. Largement consacrée au mobilier français, elle réunit Ruhlmann, Dominique, Leleu, Léon Jallot et Crevel. Le meuble de Crevel est à deux vantaux en laque bleue gravée rehaussée d’argent. Son décor, archer et antilope, séduit les décorateurs américains; un magasin de luxe de la Cinquième Avenue s’en inspire pour l’un de ses panneaux muraux. Noël en fait l’illustration de toutes ses publicités.
À Paris, au XXVe Salon d’Automne, Crevel présente un nouvel ensemble mobilier, une « salle à manger », bois et métal, à dominante vert et jaune. Un grand panneau décoratif couvre le mur sous un plafond lumineux en gradin. Il expose aussi des services de table à motifs géométriques en porcelaine de Limoges. C’est la première fois que le Salon accorde une large place à la céramique et aux Arts de la Table, en plein renouveau.
Crevel est l’un des fers de lance de ce renouveau. Non seulement il n’a cessé depuis l’Exposition de créer de nouveaux décors d’assiettes et de vases pour Sèvres, de dessiner des services de table pour Limoges, mais ses créations connaissent désormais un rayonnement sans précédent. À Paris, il expose en permanence à la galerie Legédé, ouverte par Jean Crouzillard au sein du Grand Magasin de céramiques Le Grand Dépôt. En 1928, il participe aux deux grandes expositions de la galerie : Pour orner la table et embellir le Home, consacrée en juin aux artistes et artisans de la Manufacture de Sèvres ; Rétrospective de la Céramique française, de 1860 à 1928 en décembre, où il présente des services et assiettes en porcelaine fabriqués par la Manufacture Robert Haviland et Le Tanneur, édités par « les Ateliers d’Art Legédé-le Grand Dépôt ».
Artiste phare de la Galerie d’Art et d’Édition Legédé, René Crevel participe à toutes les grandes manifestations artistiques en France et à l’étranger. En 1929, après le Salon de l'école française, la première manifestation importante a lieu en Égypte (mars-avril) : à l’Exposition française du Caire, ses créations d’assiettes décorées et de services de table éditées par le Grand Dépôt sont présentées dans la section Céramique : il est couronné d’un Grand Prix. À l’issue de l’Exposition, ses créations sont exposées au Caire et à Alexandrie, dans les toutes nouvelles « Maisons d’Art français » fondées par Jean Crouzillard avec l’appui des instances officielles et de toute la profession des Arts de la Table. À la fois lieux d’exposition et comptoirs de vente, ces « Maisons » ont la double vocation de promouvoir les créateurs et de diffuser les réalisations des industries de luxe : porcelaine, faïence, verrerie, linge de table, orfèvrerie. Après l’Égypte d’autres « Maisons d’Art français » seront implantées au Luxembourg, puis dans la capitale autrichienne, où se déroule à l’automne le Salon français des industries d’art de Vienne ; et dans plusieurs grandes villes d’Espagne, Madrid, Séville, Gijon, Oviedo après Barcelone, où se tient l’Exposition internationale (mai 1929-février 1930).
Crevel prend part avec succès à toutes ses grandes manifestations, puis ses créations sont présentées en permanence dans les « Maisons d’Art français » : elles jouissent dès lors d’une grande visibilité qui contribue non seulement à la diffusion mais aussi au rayonnement de son œuvre à l’international. Or il crée durant l’année une œuvre considérable : il travaille toujours beaucoup avec les manufactures Robert Haviland et Le Tanneur et Bernardaud, qui ont accompagné son succès au Caire. Au Salon des Artistes décorateurs, où la céramique et le verre occupent désormais une place de choix, il expose des modèles d’assiettes, services de table, services à gâteaux ou services à thé. Pour la plupart, il a dessiné les formes et les décors. Il est aussi sollicité par les manufactures Balleroy, Granger, Lanternier ou Martin et Duché.
Lorsqu’en fin d’année, on fête le cent cinquantenaire de la porcelaine de Limoges, il est l’un des artistes majeurs de l’exposition La Porcelaine contemporaine de Limoges au pavillon de Marsan. Dans le même temps, au Salon d’Automne, non seulement il expose un grand nombre de modèles d’assiettes, des légumiers, des services à thé et à dessert, mais il innove encore en créant deux « ensembles de table » :  il crée à partir du même motif le décor de la céramique et du linge de table. L’initiative est saluée avec enthousiasme par toute la presse. Coordonner ainsi les éléments qui composent le décor de la table est une idée neuve, qui fera de nombreux émules. Comme l’écrit Yvanhoé Rambosson : « C’est une innovation tout à fait en rapport avec la volonté d’aboutir à l’homogénéité du style».
Autre fait marquant du Salon : Crevel expose un ensemble remarquable de huit vases émaux. Durant l’année 1929, il a commencé une collaboration étroite avec Jules Sarlandie, maître émailleur à Limoges. Novateur dans le décor de porcelaine, Crevel voit s’ouvrir un nouveau champ de création lorsqu’il aborde l’art de l’émail ; il se révèle bientôt la figure de proue de son renouveau : il crée des formes, des motifs, des combinaisons chromatiques pour des pièces exceptionnelles exécutées par Sarlandie. Les premières réalisations, coupes, vases, pots, exposées en avant-première à la Galerie Legédé font la couverture de la revue Les Échos d’Art en juillet 1929. Après le Salon d’Automne d’autres expositions feront connaître les émaux de Crevel dans le monde entier.
L’Exposition de la Décoration française qui débute au mois de février 1930 au pavillon de Marsan donne le coup d’envoi d’une année riche en événements artistiques à Paris et à l’étranger. Elle offre un panorama complet de la décoration contemporaine. Crevel, en pleine possession de son art, est à son apogée. Parmi ses créations récentes, la grande tapisserie murale Le Cavalier apparaît dès cette époque comme une œuvre maîtresse. Elle a été réalisée par la Maison Hamot qui présente par ailleurs l’un de ses fauteuils en tapisserie et un tapis. Crevel collabore depuis des années avec plusieurs Maisons d’Aubusson : avec Hamot frères il crée régulièrement des modèles de tapis, et depuis peu des tapisseries murales et des sièges en tapisserie. Pour Aux Fabriques d’Aubusson ou les Établissements Marcel Coupé, il dessine des tapis, dont l’expression est de plus en plus géométrique et abstraite. Toutes ses créations, tapis et tapisseries d’Aubusson, sont des pièces d’exception. À l’Exposition, un même stand réunit Marcel Coupé, qui expose l’un de ses tapis, Cornille qui présente ses tissus et la Société Noël qui a réalisé son mobilier : un siège tubulaire recouvert de velours et étoffe tissée, et une coiffeuse moderniste en bois et métal. Dans le domaine du papier peint, on découvre les modèles que Crevel a composés pour la Société française des papiers peints. Avec ceux de Ruhlmann, La Compagnie des Arts français, Primavera, La Maîtrise, ses papiers peints font partie de la collection 1930-1931 pour laquelle la Société a édité un album « Édition d’Art Essef » dont la couverture est illustrée par Crevel. Ses modèles seront repris dans l’Album « Éditions d’Art 1930-1932 », chaque échantillon de papier étant accompagné d’une planche :  dessinée par Crevel, elle représente le papier au mur, en situation dans un intérieur meublé. Enfin les Ateliers d’Art Legédé–Le Grand Dépôt fournissent à la manifestation une « participation des plus intéressantes et des plus remarquées », notamment avec les assiettes et services en porcelaine et les vases émaux de Crevel.
À l’Exposition de la Décoration française succède en avril l’Exposition internationale de Liège, en Belgique. Crevel fait partie, avec Balleroy, Bernardaud et Simone Thiénot, du jury de la Classe 72b, Céramique d’ameublement et céramique d’art. Il participe par ailleurs à la classe 73a, Verrerie d’Art, où sont exposés ses émaux. Le jury international lui décerne un Grand Prix.
Dans le même temps à Paris, deux autres manifestations ont lieu, pour lesquels il crée spécialement deux ensembles mobiliers importants. Au XXe Salon des Artistes décorateurs, il présente une « salle à manger » : elle comporte deux parties : un salon avec bar d’appartement, tabourets et sièges en métal sur un tapis exécuté par Marcel Coupé, et une salle à manger à proprement parler avec buffet, desserte, sièges et table en bois. Sur la table dressée ses modèles d’assiettes fabriquées par Granger. Verreries et vases émaux complètent la décoration. À l’issue du Salon, la salle à manger est reproduite dans le portfolio de Joseph Hiriart Intérieurs au Salon des Artistes décorateurs, édité chez Charles Moreau. Salle à manger et émaux font également partie de la sélection de Marcel Chappey pour le portfolio publié à l’initiative de la Société, Le XXe Salon des Artistes décorateurs.
En juin, le musée Galliera organise une exposition qui fait date : Le Décor de la Table met en scène pour la première fois au Musée des ensembles complets, mobilier et décoration. Crevel a conçu tous les éléments de sa présentation : sur l’un de ses tapis exécuté par Hamot se trouvent une table et des sièges dont il a dessiné les modèles. Pour le décor de la table, il a créé tous les éléments en harmonie. Au centre, un milieu de table lumineux, réalisé par la Maison d’orfèvrerie Hénin et Cie et les Cristalleries Saint-Louis qui ont également réalisé les verres qu’il a dessinés. Sur des napperons, les assiettes du Service Galliera qu’il a créé spécialement pour l’occasion. « La Table » de Crevel fait la couverture des Échos d’Art en juillet. À l’exposition, il expose également de nombreux autres modèles aux décors innovants – dont une série d’assiettes en porcelaine pâte vert d’eau à décor purement graphique.Toutes ces créations sont abondamment reproduites dans la presse française et anglo-saxonne.
Alors que la manifestation s’achève, commence la IIIe Exposition internationale d’Art industriel contemporain aux États-Unis. Itinérante, l’exposition dure du mois d’octobre 1930 au mois d’avril 1931. Les pièces émaillées de Crevel font partie de l’envoi du comité français ; elles sont exposées successivement au Museum of Fine Arts de Boston, au Metropolitan Museum of Art de New York, à l’Art Institute de Chicago et au Museum of Art de Cleveland.
Par ailleurs, Crevel conçoit à cette époque plusieurs projets architecturaux innovants – d’abord dans le domaine des infrastructures routières. Lui-même nourrit depuis son adolescence en Normandie une véritable passion pour l’automobile. Dès le début des années 1920, et ses premiers succès, il a acheté sa première torpédo. Il est en contact avec le milieu automobile, fréquente pilotes, journalistes, techniciens. Alors qu’à la fin de la décennie, le tourisme automobile se développe, on manque cruellement d’infrastructures. S’il existe depuis peu quelques « autos-relais » en pleine campagne, sur les routes qui mènent aux stations balnéaires les plus prisées de la clientèle parisienne, il s’agit essentiellement de « postes de ravitaillement » qui permettent de s’approvisionner en essence et en huile, au mieux de faire une brève halte. Le projet d’« autos-relais » que Crevel conçoit dès 1930 est avant-gardiste tant par son concept que par son esthétique : il prévoit pour la première fois de fournir jour et nuit non seulement tous les services, mais d’accueillir et d’héberger les voyageurs. Chacun de ses autos-relais comporte à l’étage quarante chambres pour lesquelles il met au point un agencement rationnel et un ameublement simple et confortable. Pour la configuration du bâtiment, Crevel adopte un parti pris architectural singulier – qui le rend reconnaissable entre tous : il se présente en deux parties symétriques en forme d’arcs de cercle qui se font face de part et d’autre de la route. Elles mettent en quelque sorte la route entre parenthèses invitant l’automobiliste à faire une pause bienvenue dans son voyage. Les deux corps de bâtiment sont reliés par une passerelle surmontée d’un phare lumineux qui se voit de très loin. Son projet fait la couverture de la revue Je sais tout. Deux ans plus tard, il concevra un nouveau projet, rapidement mis en œuvre par l’Union Nationale Automobile (UNA) : un modèle standard de station-service « Relais de France », construit en série, qui est implanté les années suivantes sur les grandes routes de France. Dans le même temps, il dessine avec son ami Charles Chantelot, ingénieur naval fécampois, fondateur des Chantiers Navals de Normandie, des modèles de pompes à essence, les « distributeurs d’essence Crevel-Chantelot ».
Devenu l’architecte décorateur de la Société des Grands Hôtels, Crevel est sollicité pour réaliser agencement et décoration de prestigieux établissements. En 1931, à l’hôtel Continental, quartier Vendôme, il dessine la façade et réalise la décoration et l’ameublement du restaurant Les Tuileries, qui ouvre ses portes le 4 juin. Quelques jours plus tard, on inaugure officiellement rue Scribe la Maison du Portugal – premier office de tourisme du Portugal en France. Crevel a créé la façade pour laquelle il a utilisé un matériau nouveau, le verre-mural Desagnat ; ainsi que tout l’intérieur. Réalisation marquante, elle sera longtemps donnée en exemple. En 1931 et durant les deux années suivantes, Crevel intervient aussi auprès de magasins ou boutiques de luxe, pour lesquels il crée devantures et intérieurs. Il transforme par exemple la ganterie Nicolet, rue Duphot, la boutique de chaussures de luxe Unic, boulevard Saint-Martin. Créée pour le magasin de réfrigérateurs Frigéco, avenue des Champs-Élysées, une splendide décoration, reproduite dans le portfolio de René Herbst Devantures et installations de magasins.
À l’Exposition coloniale internationale qui se tient à Paris du mois de mai au mois de novembre, il reçoit un diplôme d’honneur dans la Classe 72, Céramique. Il y expose des vases et coupes en émaux. Dans cette Classe on découvre également des modèles d’assiettes créés spécialement pour la manufacture Bernardaud, qui est également primée.
Décorateur-ensemblier de grands hôtels et d’intérieurs privés, Crevel a surtout peint les dernières années de grands panneaux muraux. Au début des années 1930, il revient à la peinture de chevalet. Son style s’infléchit vers un « réalisme simplifié » d’une grande force d’évocation. L’évolution est d’autant plus frappante lorsqu’il revisite à Fécamp les lieux qui l’ont déjà inspiré par le passé. Au Salon d’Automne 1931, pour la première fois depuis 1925, Crevel expose deux de ses tableaux. L’un de ses tableaux les plus caractéristiques de cette période, L’Ancienne rue Seigneur ou rue Oscar-Grindel est acquis par Gustave Couturier, maire de Fécamp, qui en fait don au nouveau Musée de la Ville. La même année, il peint dans la grande tradition classique son autoportrait. Huile sur bois, c’est l’un de ses plus belles peintures, qu’il gardera par devers lui. Il commence aussi une série de toiles pour lesquelles il s’inspire désormais de ses grands thèmes décoratifs : nus, baigneurs, cavaliers. Dans ces peintures, il adopte une esthétique cubisante, dans une palette aux nuances subtiles de gris colorés. À l’automne, il peint ainsi Le Cavalier à l’oiseau, l’une des peintures majeures de cette période. Elle est choisie comme modèle pour le décor d’un grand vase de Sèvres (vase Aubert 19). L’originalité du sujet et la maîtrise de la facture, composition et harmonie colorée, font de ce vase une pièce exceptionnelle, qui fait date.
En 1932, Crevel est l’architecte-décorateur du bar Técalémit. Le bar fait partie de la station Super-Service de la Société Técalémit qui offre un service d’entretien complet et rapide aux automobilistes. Au sein de la station de pointe, implantée en plein cœur de Paris, à l’initiative d’Émile Piquerez, fondateur de Técalémit, Crevel signe l’une de ses réalisations les plus marquantes : il conçoit un bar, décor et mobilier en métal : à l’avant-garde pour l’époque, il apparaît aujourd’hui encore d’une grande modernité.
Un peu plus tard, Crevel participe à la rénovation de l’Hôtel Astoria, l’un des plus anciens palaces des Champs-Élysées. Il lui redonne tout son lustre notamment en créant le bar-restaurant, qui devient un rendez-vous à la mode.
Mais la crise économique, après le krach boursier de New York en 1929, frappe désormais durement la France. Tous les secteurs sont touchés, au premier rang desquels les entreprises du luxe. Les Années folles se terminent. Une période de récession commence, dont les répercussions se font de plus en plus sentir au mitan de la décennie. En 1934, Nicod et Molinié font appel à lui pour concevoir une nouvelle décoration de l’Hôtel de Paris à Monte-Carlo. Mais bientôt les réalisations de prestige qui ont contribué à sa renommée d’architecte décorateur ne sont plus à l’ordre du jour. Pour autant Crevel ne cessera, les années suivantes jusqu’en 1940, de créer avec talent le décor de nombreux bars, restaurants, brasseries.
Pour l’heure, Crevel est en pleine activité : dans le domaine de la décoration plane, où il fait autorité, de nombreux industriels font appel à lui pour des fabrications en série. En ce début des années trente, à côté des multiples papiers peints qu’il dessine pour les Éditions d’Art Essef, il compose des modèles pour les Établissements Desfossé et Karth, pour Nobilis, et commence une collaboration suivie avec l’entreprise leader du secteur, Isidore Leroy.
Pour la Manufacture Française de Tapis et Couvertures, il compose toujours des modèles de tapis. À Aubusson, si les commandes de tapis se font déjà plus rares, il crée régulièrement pour Hamot les cartons de somptueux sièges en tapisserie. Certains de ces sièges seront présentés en 1935 à la grande exposition Cinq siècles de tapisseries d’Aubusson organisée au Musée des Arts Décoratifs.
Pour Sèvres, au printemps 1934, il crée une série de carreaux en faïence : il compose un ensemble original de décors pour 8 carreaux (plaquettes) et une grande plaque : il met en scène mariniers, pêcheurs au repos, marins au port ou « travailleurs de la mer ». Pour la porcelaine, il crée des modèles d’assiettes aux motifs stylisés, ainsi que le décor d’un vase Rapin (no 11), L’Automne, figures. En toute fin d’année, pour un grand vase Aubert (no 19), il transpose l’un de ses thèmes de prédilection : un paysage avec baigneuse et cavalier. Ce vase apparaît comme une pièce d’exception qui une nouvelle fois fait date. Elle signe avec éclat l’ultime création de Crevel avec Sèvres.
À Fécamp, où il retourne chaque été, il fait d’innombrables esquisses ; pour certains points de vue, il peint d’abord une aquarelle sur le motif, puis une huile sur toile à l’atelier. Beaucoup ont alors pour sujets le port, et les grands bateaux dont l’architecture l’inspire. Au Salon d’Automne de 1933, il expose notamment Le Chalutier, dont il fait don l’année suivante au musée de Fécamp. Il participe aussi à la 23e exposition de la Société des artistes normands au musée de Rouen et quelques mois plus tard, à Paris, à l’exposition La Normandie vue par les Artistes à la galerie Le Sylve. Mis à l’honneur comme « peintre de la Normandie », Crevel peint toujours de nombreux paysages de la côte normande, mais développe aussi une nouvelle thématique autour des « travailleurs de la mer ». Dès cette période, il consacre un grand nombre d’œuvres à la communauté laborieuse des marins, pêcheurs, ravaudeurs, calfats, ramasseurs de galets, ou monteurs de sable qu’il nomme « les Cribleurs ». Il expose quelques-unes de ces peintures au Salon des Échanges qui se tient au Parc des Expositions, porte de Versailles, du mois de décembre 1934 au mois de janvier 1935.
Dans les tout derniers jours de décembre 1934, Crevel fonde sa propre entreprise de décoration à son adresse, chemin de Suresnes à Saint-Cloud : Société Crevel R. et Cie.

### Une renommée mise au service de la profession (1935-1937)
Alors que la crise économique s’étend, le monde de l’art est durement frappé. Dès 1932, à l’initiative de Jean Crouzillard, les artistes et artisans d’art se réunissent pour faire front commun aux difficultés. Dès cette date, Crevel milite activement auprès de Crouzillard pour constituer le Groupement des Syndicats professionnels de peintres, sculpteurs, décorateurs, graveurs. Dans les deux ans qui suivent, ils constituent des comités : Crevel est élu comme membre du Comité des décorateurs. En 1934 est créée la Fédération Nationale des Artistes et Artisans d’art. Crevel fait partie du bureau : il est, avec Auguste Heiligenstein, l’un des trésoriers. La Fédération joue dès lors un rôle important, notamment dans la préparation de l’Exposition internationale de 1937. Et jusqu’en 1940, Crevel sera partie prenante de toutes les actions entreprises pour procurer du travail et venir en aide aux créateurs et aux artisans.
Fin 1934, il participe à la première exposition de la Coopération des Métiers d’art dans le nouvel espace ouvert au Grand Dépôt, la galerie Art. La manifestation réunit les œuvres de peintres, sculpteurs, décorateurs et artisans d’art ; on peut voir les céramiques de Crevel présentées notamment avec les peintures d’Othon Friesz et les sculptures d’Arnold et de Despiau. Cette exposition pluridisciplinaire est une première, saluée par toute la presse.
En 1935, il prend l’initiative lorsqu’il conçoit un projet innovant qui est à la fois d’intérêt public et destiné à être repris par d’autres architectes, décorateurs, artisans : les « abris routiers ». Alors que la circulation des autocars s’est intensifiée sur tout le territoire, Crevel fait le constat que « les voyageurs attendent l’autocar en plein vent, au croisement des routes, exposés aux intempéries sans pouvoir s’abriter ». Il fait œuvre de pionnier, met au point un modèle standard ; il envisage de faire plusieurs gabarits et de proposer aux architectes et décorateurs de chaque région d’intervenir afin d’édifier des « abris routiers » qui tiennent compte du paysage, avec un rappel esthétique local.
S’il met sa renommée au service d’une activité militante, Crevel ne cesse aussi, dans les deux années qui précèdent l’Exposition internationale de 1937, de créer et d’innover dans de nombreux domaines. Il participe par ailleurs à toutes les grandes manifestations qui ont lieu en France et à l’étranger.
En 1935, les services à thé et à dessert qu’il a décorés pour la Royal Worcester Company, l’une des plus anciennes et prestigieuses Maisons britanniques de porcelaine, font partie de l’exposition Exhibition of English Pottery Old and New au Victoria and Albert Museum à Londres.
Dans le même temps, à Paris, à la gare d'Orsay, de nombreuses pièces qu’il a réalisées pour Limoges et Sèvres sont présentées au 1er Salon de la porcelaine et des émaux limousins et berrichons. En fin d’année, tandis que se tient au Musée des Arts Décoratifs, l’exposition Cinq siècles de tapisseries d’Aubusson, au Salon d’Automne Crevel expose pour la première fois des panneaux décoratifs réalisés en carreaux de porcelaine émaux grand feu, matériau nouveau mis au point à Limoges par Bernardaud. La contribution artistique de Crevel est décisive. L’entreprise « L. Bernardaud & Cie, revêtements artistiques » édite une brochure pour laquelle il dessine sept planches comme autant de modèles d’application à l’intérieur et à l’extérieur – des décors les plus convenus (salle de bains) aux plus inattendus (monument funéraire).
Durant l’année, Crevel peint beaucoup. Il expose des tableaux sur le thème des travailleurs de la mer au Salon d’Automne puis au Salon des Échanges 1935-1936, auquel il prend part aux côtés de peintres comme Camoin, Cosson, Zingg, Cavaillès ou Souverbie. Il peint aussi de nombreux paysages lors de ses séjours à Fécamp et, sur la côte normande, à Port-en-Bessin et à Barfleur ; ou lorsqu’il parcourt les forêts et les bords de la Seine à Saint-Cloud, Sèvres et Suresnes. L’aquarelle devient l’un de ses modes d’expression privilégiés et constitue désormais une part importante de son œuvre peint.
Tout au long de l’année 1936, il expose tableaux et aquarelles : d’abord au 1er Salon de peinture de Saint-Cloud organisé par son ami le docteur François Debat. Clodoaldien d’adoption comme lui, Debat a installé un laboratoire pharmaceutique modèle à Garches. Sommité scientifique, industriel social, Debat est aussi un esthète. Fondateur entre autres de la revue Art et Médecine, il est une figure marquante de la vie culturelle et artistique de l’époque. Avec lui, Crevel entreprendra bientôt un projet architectural de grande envergure à Garches. Puis à Paris il participe à l’exposition Les Artistes normands à la galerie L’Art et la Mode, avant de présenter deux de ses aquarelles au Salon d’Automne.
Dans cette période, il conçoit aussi de nouveaux projets architecturaux pour le tourisme et le sport, deux domaines en plein développement. Il imagine des « hôtels populaires de vacances » de 80 à 500 chambres avec solarium et aires de jeux ; élabore deux grands projets de stade : pour le premier grand stade de la Principauté de Monaco, le stade Louis-II, il dessine un immense ouvrage à l’architecture élégante qui surplombe la mer. Pour le stade à édifier à Paris porte de Saint-Cloud à l’occasion de l’Exposition internationale de 1937, il met au point un projet complet – architecture et décoration – dont les plans et études ont été conservés.
En ce milieu des années trente, la cause de l’art mural alimente tous les débats, y compris idéologiques. Crevel quant à lui a toujours accordé une place primordiale à l’art mural comme composante indissociable de l’architecture et des ensembles mobiliers. Depuis ses premiers papiers peints jusqu’aux grands panneaux décoratifs et aux tapisseries, il a utilisé pour ses créations les ressources qu’offre chaque technique. Cette diversité témoigne d’une curiosité toujours en éveil pour toute matière ou tous procédés nouveaux, qu’il expérimente pour enrichir encore son expression.
Crevel a été l’un des premiers architectes décorateurs à utiliser un revêtement inventé par Gaston Desagnat, le « verre-mural » dont il a recouvert la façade de la Maison du Portugal. Désormais les deux hommes s’engagent dans une collaboration étroite : Desagnat met au point un matériau industriel innovant, avec lequel Crevel réalise des panneaux décoratifs. Chaque panneau est composé de carreaux qui s’assemblent et s’appliquent parfaitement sur tout support mural. Crevel crée d’abord les décors de huit panneaux différents qui constituent la première série des Fresques Desagnat. Deux de ces panneaux, Femmes aux oiseaux et Femmes au bain, sont présentés pour la première fois au Salon des Artistes décorateurs en mai 1936. Au musée Galliera, l’exposition L’Invitation au voyage se propose de montrer les dernières tendances des arts décoratifs dans le domaine des transports (automobiles, trains, bateaux, avions). Dans l’une des sections de la manifestation, on expose les carreaux de faïence dont il a composé les décors pour Sèvres en 1934. Dans la section ensembles décoratifs, on découvre Nymphes/Fresque Desagnat qu’il a créée spécialement : la SEAI lui décerne une plaquette argentée et une prime.
Un peu plus tard, le journal L’Illustration lui commande une fresque pour décorer son stand au Salon de la T. S. F. qui a lieu au Grand Palais. Crevel compose Les Cinq continents lisant l’Illustration. Le succès est au rendez-vous. Créateur et directeur artistique des Établissements Desagnat, il intervient de la conception du projet à la mise en situation. Les commandes privées se multiplient. L’une des plus importantes concerne l’entière décoration murale de la célèbre brasserie parisienne La Pépinière.
Par ailleurs, l’une de ses fresques, Femmes aux oiseaux, fait l’objet d’une commande publique pour l’Exposition internationale de 1937 – où Crevel s’illustre notamment comme architecte du Pavillon de l’Artisanat.

### L’Exposition internationale des Arts et des Techniques dans la vie moderne Paris 1937
À l’Exposition internationale de 1937, René Crevel joue un rôle majeur comme architecte du Centre Artisanal et de son pavillon, « le Palais de l’Artisanat ».
Le programme de l’Exposition mis au point en 1934, complété par le Front populaire en 1936, fait en effet une place de choix à l’Artisanat, fleuron de l’identité et de l’activité nationales. Comme l’écrit Edmond Labbé, commissaire général et rapporteur, « L’Artisanat était appelé à jouer un grand rôle à l’Exposition de 1937, puisqu’aussi bien, c’est à lui que pour une grande part était dédiée la grandiose manifestation consacrée aux Arts et Techniques. »
La création d’un Centre artisanal est confiée à René Crevel, comme architecte en chef de la Fédération des Artistes et Artisans d’art, Fernand-Camille Chevalier, comme architecte en chef de l’Union des Artisans français, et Armand Néret, architecte de la Confédération Générale des Artisans français, désigné comme l’architecte en chef de la Classe 9, Artisanat.
Crevel remplit d’abord un rôle de tout premier plan dans la préparation et la mise en œuvre de la Classe 9 : il est nommé pour présider le jury de sélection artistique, chargé de choisir mobilier et objets domestiques à fabriquer pour l’Exposition.
Architecte, il apporte sa contribution essentielle au pavillon, « le Palais de l’Artisanat », qui constitue le pôle du Centre artisanal.
Immense, l’édifice se dresse au milieu d’une véritable cité d’artisans. De l’extérieur il apparaît comme un monument à la gloire de l’Artisanat. Des esquisses initiales au projet final, la conception de Crevel se précise : il s’inspire de l’architecture des cathédrales. Le corps du bâtiment comporte une partie principale oblongue et une partie transversale qui la coupe à angle droit. Tout en convoquant un imaginaire du « sacré », il s’affranchit à la fois d’une architecture codée et d’une esthétique académique pour créer un édifice « moderne ». Le bâtiment en béton aux formes géométriques sobres et aux lignes pures est percé de nombreuses ouvertures vitrées qui allègent la structure rigoureuse et laissent généreusement pénétrer la lumière à l’intérieur. Symboliquement il s’agit de célébrer un Artisanat moderne, qui repose sur des bases solides tout en s’ouvrant aux évolutions de son temps.
La disposition du bâtiment – en harmonie avec le plan d’ensemble du Centre – lui permet de ménager deux grandes entrées. Pour l’entrée principale, il a fait appel à Robert Barriot, l’un des plus grands émailleurs de l’Art déco, qui a réalisé une verrière monumentale. Cette entrée, du côté du boulevard de l’Amiral-Bruix, donne sur la Cour d’Honneur. Au centre de cette Cour, il installe un haut mât lumineux où flottent toutes les bannières des groupements artisanaux participants, français et étrangers. L’autre entrée est face à l’accès par le bois de Boulogne.
Emblématique, le bâtiment n’a pas pour seule vocation d’être un somptueux Palais, figure de proue du Centre, symbole du rayonnement de l’Artisanat. L’intérieur, tout en étant un écrin pour les productions artisanales, est aménagé pour proposer tous les services au public et aux professionnels, et être un lieu de rencontres conviviales. Le vaste hall par lequel on pénètre dans le Palais s’élève sur deux étages. Dans l’axe de l’entrée principale, Crevel réalise un grand escalier d’Honneur ; il permet d’accéder au niveau supérieur, où se trouvent des espaces d’expositions et un grand amphithéâtre qui sert de salle de spectacles, de conférences, de cinéma.
Ainsi conçu, le Palais remplit son rôle de « grande maison commune de la petite cité » où 22 maisons d’artisans, sélectionnées par concours, ont été édifiées. Chacune est dédiée à un métier : il y a la maison du verrier, celle du céramiste, celle de l’imprimeur, du forgeron… toutes ont en commun de comporter le local professionnel, atelier et magasin, et l’habitation familiale. Durant l’Exposition, on peut voir dans chacune des maisons l’artisan au travail, acheter ses œuvres sur place ou ensuite au Palais, où l’on organise par ailleurs chaque jour de nombreuses animations, rencontres, spectacles, séances de cinéma…
Au cœur de la cité active et riante, le Palais de l’Artisanat est, selon l’expression d’Edmond Labbé dans son Rapport, le « bâtiment-cœur qui communiquait la vie à la bourgade intérieure dont il était en quelque sorte le monument-cerveau ».
À l’opposé de l’architecture totalitaire, dont les exemples les plus spectaculaires sont les pavillons de l’Allemagne nazie et de l’Union soviétique, rivalisant de gigantisme et d’emphase, le Palais de Crevel célèbre avec fierté la grandeur de l’Artisanat. On souligne alors « le modernisme sans outrance » de l’édifice, dont la masse harmonieuse « donne une impression de solidité, mais sans lourdeur ». Pour le Centre, Crevel a accompli un geste architectural majeur, fait du Palais de l’Artisanat un bâtiment unique, prouesse d’équilibre, de puissance sans pesanteur, à la mesure de l’homme.
À l’issue de l’Exposition, il est primé par les jurys du Groupe V, Urbanisme-Architecture. Dans la classe 17 (Aménagement des Villes et des campagnes), Crevel reçoit avec Néret et Chevalier une médaille d’or pour la « Collectivité du Centre artisanal » ; dans la Classe 21 (Ouvrages d’art. Édifices publics et à usage public) présidée par Auguste Perret, il est récompensé d’un diplôme d’honneur pour le « Pavillon de l’Artisanat ».
S’il s’agit de sa participation la plus marquante dans le domaine de l’architecture, elle n’est pas la seule : pour l’Exposition, René Crevel a aussi conçu deux autres bâtiments : un restaurant-grill d’une part et un pavillon pour la Maison « Morin », éleveur et négociant de Grands Vins de Bourgogne. De dimensions beaucoup plus modestes, ils relèvent de la même inspiration, avec leur forme demi-ovale, leur comptoir en gradin et le grand mât qui les surplombe.
Couronné comme architecte, Crevel l’est aussi comme décorateur et reçoit d’autres distinctions : dans le groupe VII-Bâtiment, Classe 31, Marbrerie, céramique, revêtements assimilés, il est récompensé d’une médaille d’or pour ses décors de revêtements artistiques Bernardaud & Cie. Dans le Groupe VIII-Décoration intérieure et mobilier, Classe 43, Papiers peints, il obtient un diplôme d’Honneur « en tant qu’auteur de modèles et créateur pour Isidore Leroy ».
Malgré le contexte : crise économique, chômage de masse, conflits sociaux à l’intérieur, montée des totalitarismes et tensions politiques de plus en plus vives à l’international, et les nombreux aléas qui ont émaillé sa préparation, l’Exposition internationale de 1937 a tenu ses promesses, avec plus de 31 millions de visiteurs. Au Centre Artisanal, le Palais a remporté tous les suffrages. Prévu, comme la plupart des pavillons, pour être éphémère, il sera conservé après l’Exposition, d’abord à titre exceptionnel et provisoire pour des manifestations artistiques et festives, puis deviendra un centre d’apprentissage. Occupé au fil des années par divers services de l’État et organisations professionnelles, sans être rénové ni même entretenu, il devra être démoli. Plus de vingt ans après son édification, et après avoir fait partie intégrante du paysage et de la vie de Paris, il disparaît en 1958.
Pour Crevel, l’Exposition de 1937 constitue un moment décisif et marque une nouvelle étape dans son parcours. L’architecture est désormais au centre de ses réflexions conceptuelles et esthétiques. Elle prend une place essentielle dans sa création.

## Une nouvelle étape (1938-1950)
Dès avant la guerre, René Crevel développe un concept architectural global et entreprend la réalisation d’un projet d’envergure.

### «Idées de France» - La maison individuelle
Au début de l’année 1938, il crée avec quatre associés Idées De France. La Société I.D.F. se donne pour objet le « développement des arts appliqués et leur utilisation en procurant du travail aux artistes, artisans d’art et artisans ».
Dans ce cadre, Crevel met au point un programme architectural de maisons types. Comme il l’écrit lui-même, les maisons Idées De France « ont pour principe d’édifier au moyen d’éléments standardisés fabriqués en atelier, des habitations solides, de proportions convenables, variées d’aspect, cadrant avec les besoins et les possibilités budgétaires auxquelles elles sont destinées. » À partir d’un même modèle, elles peuvent se décliner en maisons d’habitation ou en maisons mixtes, habitation et atelier ou local professionnel. Leur conception, matériaux et procédés de construction induisent pour lui la nécessité, « sous peine d’aveu d’impuissance, de trouver une esthétique en harmonie avec les temps nouveaux».
Les premières maisons types I.D.F. allient rigueur moderniste et sobriété de l’ornement. Composées de formes géométriques aux lignes pures, avec un toit-terrasse, elles ont une volumétrie simple, rationnelle, qui n’exclut pas cependant tout ornement, fresques ou bas-reliefs. Elles apparaissent comme autant de variantes d’une même écriture architecturale, dont l’un des traits distinctifs est le mât qui se trouve en façade. À la fois fonctionnelles et esthétiques, elles constituent le premier manifeste de Crevel en faveur de la maison individuelle. Pour l’aménagement intérieur, Crevel dessine des modèles de meubles en bois et compose des ensembles variés et cohérents.
À partir de son projet initial, défini pour l’essentiel dès 1938, Crevel conçoit les années suivantes d’autres ensembles types de maisons d’inspiration régionaliste – même s’il emploie plutôt l’expression « d’inspiration provinciale». Sur le modèle moderniste qu’il a établi pour ses premières maisons I.D.F. il crée bientôt des maisons avec soubassement en moellons et toits à pans en tuiles. Cette nouvelle série répond à la volonté de proposer un habitat moderne en tenant compte de l’héritage culturel et environnemental d’une France profondément rurale. Ce dialogue entre Tradition et Modernité – deux concepts autour desquels les débats font rage dans toute la communauté artistique – repose sur une démarche sociale : offrir un habitat confortable, esthétique, abordable pour tous. Et même si la guerre mettra un terme à la Société, dissoute en 1941, Crevel poursuivra dans la voie ouverte pour Idées De France.
Cette sensibilité à la réalité socio-économique se traduit aussi dans la peinture de Crevel. Tout en poursuivant son œuvre de paysagiste, Crevel s’oriente pour partie vers un certain « réalisme social ». En 1937, à Fécamp et à Yport, il fait de très nombreuses esquisses de marins, de pêcheurs, croque des scènes de leur vie quotidienne à terre. Il s’en inspire les mois suivants pour peindre une série de tableaux : au-delà de l’anecdote, Crevel s’y fait le témoin de la condition et de la vie de ces hommes du peuple de la mer. Il expose plusieurs de ces tableaux au Salon des Échanges qui se tient de décembre 1938 à janvier 1939. L’État lui achète le tableau Marin, qui représente un vieux marin assis sur la jetée. Le Ministère dirigé par Jean Zay qui regroupe alors l’Éducation Nationale et les Beaux-Arts en fait l’acquisition – sous le titre de « Marin assis » – en février 1939.
À la même date Crevel remporte le 2e Prix du Concours de papiers peints organisé par le Conservatoire des Arts et Métiers. Quelques mois plus tard à l’Exposition Quarante et unième Groupe des Artistes de ce temps organisée au Petit Palais par les musées nationaux, il expose des papiers peints dont la création s’échelonne de 1920 à 1938, ainsi que des pièces en porcelaine réalisées à Limoges et à Sèvres.
Artiste architecte décorateur, Crevel prend part aux Entretiens de Royaumont sur « le Régionalisme, l’Artisanat, l’Art populaire ». À l’abbaye de Royaumont, à Asnières-sur-Oise, sont réunis pour la première fois architectes, peintres, sculpteurs, décorateurs, artisans, folkloristes, professeurs d’art appliqué, critiques d’art français et étrangers. À l’issue des débats auxquels il participe avec, entre autres, André Vera, Jean-Charles Moreux, Auguste Perret, Süe, Adnet, Subes, Colette Gueden, Arbus ou René Chavance, Crevel rédige un rapport. S’il passe en revue les différents domaines d’expression, peinture, sculpture, architecture, il analyse surtout « les maux dont souffre l’Artisanat d’Art » – dans lequel il inclut « l’art décoratif, l’art appliqué » et propose les solutions indispensables pour le « redynamiser ».
Pour Crevel, 1939 marque aussi le début de la construction de la Cité ouvrière de Garches, dont le projet lui a été confié par le docteur François Debat. Le Dr Debat fait d’abord appel à Crevel pour concevoir, sur un terrain limitrophe de ses laboratoires pharmaceutiques, un ensemble de maisons d’habitation pour ses employés et leurs familles. En étroite et constante concertation, Crevel et Debat s’entendent bientôt pour édifier une cité qui offre un véritable cadre de vie, où il fasse bon vivre.
À Garches, Crevel fait œuvre d’architecte et d’urbaniste et élabore un projet novateur de cité-jardin, où les habitants pourront non seulement être logés, mais disposer d’infrastructures sociales, sportives, culturelles, dans un environnement naturel préservé. À terme la cité – que les habitants nommeront toujours « le Village » – pourra loger une cinquantaine de familles : elles disposeront d’une grande maison commune, une garderie d’enfants et des aires de jeux, un court de tennis, des jardins et des potagers. La première pierre posée en 1939, la maison du gardien est bientôt achevée ; la maison commune est en cours de construction lorsque la guerre est déclarée le 3 septembre. Les travaux doivent bientôt s’interrompre pour plusieurs années.

### Les années de guerre (1939-1945)
Engagé depuis des années dans la vie de Saint-Cloud, René Crevel a élaboré un grand projet de réaménagement de la ville en bordure des rives de la Seine. Complètement achevé au début de l’année 1941, le projet, remarquable, ne pourra être mis en œuvre. Durant l’Occupation, Crevel est aux côtés du Dr Debat qui multiplie les actions pour venir en aide à la population, notamment pour endiguer les conséquences de la pénurie alimentaire. Il transforme et décore une péniche qui servait aux beaux jours d’école de natation pour en faire une cantine, la Cantine des Coteaux. Au milieu de l’année 1941, François Debat devient l’adjoint du nouveau maire. Crevel est nommé architecte de la Ville de Saint-Cloud. L’été, il peint au Parc, sur les bords de la Seine et au bois de Boulogne. Ses œuvres où dialoguent l’eau et la lumière montrent un monde vivant où l’homme a sa place. Crevel se révèle le peintre d’un monde tranquille dans ses paysages peints à l’aquarelle, dont il est l’un des magiciens.
En mars 1942, après avoir exercé durant quelques mois comme architecte de la ville, Crevel démissionne de ses fonctions « volontairement après certains démêlés avec les autorités occupantes». Peu après il quitte Saint-Cloud et part à une cinquantaine de kilomètres, près de Saint-Cyr-sous-Dourdan. Jusqu’à la Libération, il habite, avec sa femme et son fils, une petite maison dans la campagne. Pendant deux ans, il peint d’innombrables paysages alentour, les forêts, les champs où se dressent les grandes meules après la moisson. Il saisit aussi des scènes de la vie rurale et du travail des paysans. Dans le même temps, il continue de travailler sur son projet de « Village » à Garches. Au Salon d’Automne 1942, il expose dans la section architecture « photos et rendus du Groupe social des Laboratoires du docteur F. Debat ». À partir de 1943, il dessine une multitude de grands panneaux décoratifs pour servir de modèles aux bas-reliefs qui orneront la façade de la maison commune. Il revisite tous les grands thèmes apparus dans sa peinture comme dans son œuvre décorative, ou crée des scènes de genre qui mettent en scène des familles de pêcheurs ou de paysans. Un peu plus tard, il compose des décors à portée allégorique : hommes, femmes et enfants sont réunis pour partager des activités ludiques comme le « jardinage » ou les « jeux » - culture physique et sports de loisirs. Au Salon d’Automne de 1943, il présente les maquettes de deux de ces panneaux décoratifs (Art monumental). Au début de l’année 1944, il expose des peintures au 55e Salon des Indépendants. Quelques mois plus tard, il rentre à Saint-Cloud, libérée le 25 août. Dès son retour et pendant les cinq années suivantes, il remet en état et transforme les villas du docteur Debat et de nombreuses personnalités de Saint-Cloud. Il s’engage aussi très vite dans plusieurs projets dans le cadre du programme lancé par le Ministère de la Reconstruction et de l’Urbanisme (MRU) dès sa création en octobre 1944.

### L'après-guerre - la Reconstruction
Après cinq années de guerre, d’occupation et de destruction, la population manque de tout. Les besoins sont énormes dans tous les domaines.
Crevel crée un mobilier d’urgence pour les sinistrés, les meubles montables S.O.S. Il s’agit de meubles en bois prêts-à-monter, conçus pour être produits en grande série, selon des méthodes industrielles économiques. Au Salon des Artistes décorateurs en 1945, une section importante est consacrée au mobilier et spécialement au mobilier de série. Dans les salles du Palais de Tokyo, de nombreux « ensembles d’urgence » sont exposés. Ils sont signés entre autres Albert Guénot, Maurice Dufrène, René Gabriel ou René Crevel, qui présente un modèle de lit « et un mobilier de salle à manger rustique et très simple», buffet, table et bancs.
Un peu plus tard, il concevra sur le même modèle, pour un public moins démuni, des chaises démontables en bois avec une assise en skaï ou en cuir cloutée.
Dès cette période, il conçoit aussi des maisons rurales à partir d’éléments préfabriqués. Dans le prolongement du projet des maisons types Idées De France, il met au point un modèle d’habitation qu’on peut construire à moindre coût et dans des délais plus courts. Au Salon des Artistes décorateurs de 1946, il expose les plans et les maquettes d’une maison rurale semi-fabriquée, d’un abri routier et d’un distributeur d’essence. À l’issue du Salon, le jury de la Société d’Encouragement à l’Art et à l’Industrie, présidé par Auguste Perret, lui décerne une plaquette argentée.
Bientôt les éléments préfabriqués qu’il a mis au point seront produits par La Rurale française, la société qu’il fonde et à laquelle il associera son fils dans les années cinquante.
L’architecture prend le pas sur ses autres activités, et d’abord sur son activité de peintre. S’il expose deux Marine au Salon des Indépendants de mars 1945, il ne peint plus guère jusqu’à son séjour à Fécamp à l’été 1946. Encore ne rapporte-t-il de ce retour aux sources que quelques aquarelles évocatrices de paysages hors du temps. Pour autant, il s’engage de plus en plus dans la vie artistique de la commune. En 1946, il fonde le Salon d’Art de Saint-Cloud, qui deviendra rapidement l’un des Salons les plus importants de la région parisienne.
Il crée aussi une œuvre originale pour l’album We Remember to Lawrence Kelly, réalisé en hommage au sergent américain grièvement blessé lors de son entrée à Saint-Cloud le 25 août 1944. L’Album réunit les témoignages de gratitude de milliers d’habitants, anonymes, personnalités et artistes : manuscrits, partitions et œuvres graphiques sont signés, entre autres, par Olivier Messiaen, Irène Joliot-Curie, Colette, Marie Laurencin, Kees Van Dongen, Albert Decaris, Paul Landowski et René Crevel.
Peu à peu, la vie s’organise dans une France dévastée, marquée par le plus meurtrier et le plus destructeur des conflits de l’Histoire de l’humanité qui s’achève en 1945. La Reconstruction s’est amorcée dès la Libération dans un nouveau contexte économique, social et culturel. Dans le domaine artistique, une page s’est tournée : la Seconde Guerre mondiale a mis un terme à l’Art déco, l’un des mouvements du XXe siècle les plus riches et les plus féconds dans toutes les disciplines.
Après avoir été l’une des figures majeures de ce courant dans les arts décoratifs, Crevel ne cesse de se renouveler dans les années quarante. Pour Limoges, il crée des décors d’assiettes en porcelaine. Certains, dans l’esprit de l’époque, ont pour thème un moissonneur, un coq chantant ou des colombes stylisées. D’autres proposent des variations de motifs floraux. Dans le domaine du papier peint, même si les grandes entreprises comme Isidore Leroy puisent surtout dans les modèles réunis avant la guerre, Crevel crée toujours des motifs d’une grande variété. Il compose notamment une série de modèles dont le graphisme et les gammes chromatiques préfigurent le style qui triomphera dans les années cinquante et soixante.
Après avoir conçu les meubles montables, Crevel créera, jusque dans le courant des années cinquante, des ensembles de mobilier. La plupart sont des variations de meubles rustiques en bois, destinés aux maisons rurales. Crevel conçoit aussi des modèles de sièges, tables et guéridons en rotin aux lignes épurées.
Mais au sortir de la guerre, Crevel se consacre d’abord à l’édification de la cité ouvrière de Garches.

### Architecture et urbanisme: le «Village», cité ouvrière de Garches (1939-1956)
Par son aspect novateur, son ampleur et sa durée, le Village, cité ouvrière de Garches est la réalisation la plus importante et la plus significative de Crevel après la guerre.
Les travaux reprennent en 1947. À l’entrée du Village, la grande maison commune, que les habitants baptiseront « le Casino », s’achève. Le Casino se dresse comme une tour ronde, surmontée d’un mât en façade. Son soubassement en moellons est percé d’ouvertures. Dans la partie médiane, les nombreuses baies vitrées laissent abondamment pénétrer la lumière. La partie supérieure en béton enduit s’ornera bientôt de deux grands bas-reliefs, Jardinage et Jeux. Pour créer les motifs, Crevel a longuement élaboré des panneaux décoratifs. Il expose certains d’entre eux lors de sa dernière participation au Salon des Artistes décorateurs en 1947. Sur le mur pignon de la maison attenante au Casino, on découvrira un autre de ses bas-reliefs ; il représente une balance de pharmacie stylisée avec un caducée flanqué des initiales de François Debat. Bâtiment polyvalent, le Casino a pour vocation d’être un lieu de rencontres, de loisirs, de spectacles et une salle des fêtes.
Peu à peu, les maisons d’habitation sortent de terre. Construites sur le même principe – soubassement en moellons, partie supérieure en éléments préfabriqués, toit en tuile brune – elles ont un style homogène et sont pourtant toutes différentes. Crevel donne à chacune une ordonnance, un aspect, un caractère architectural propres. Elles sont aussi de proportions variables : elles groupent deux, trois ou cinq logements. Ils sont orientés de manière que chaque famille ait son intimité. Les maisons sont parfaitement intégrées à la topographie naturelle du site verdoyant, qui s’étend sur plus de deux hectares en surplomb de l’hippodrome de Saint-Cloud. Leur disposition répond aussi à la volonté de Crevel de concevoir un plan d’ensemble cohérent, harmonieux, à l’opposé de l’uniformité d’un lotissement pavillonnaire. Partout il ménage des « espaces verts » (le terme n’est pas encore utilisé), plantés d’arbres et de fleurs, et bientôt des jardins potagers cultivés par les habitants.

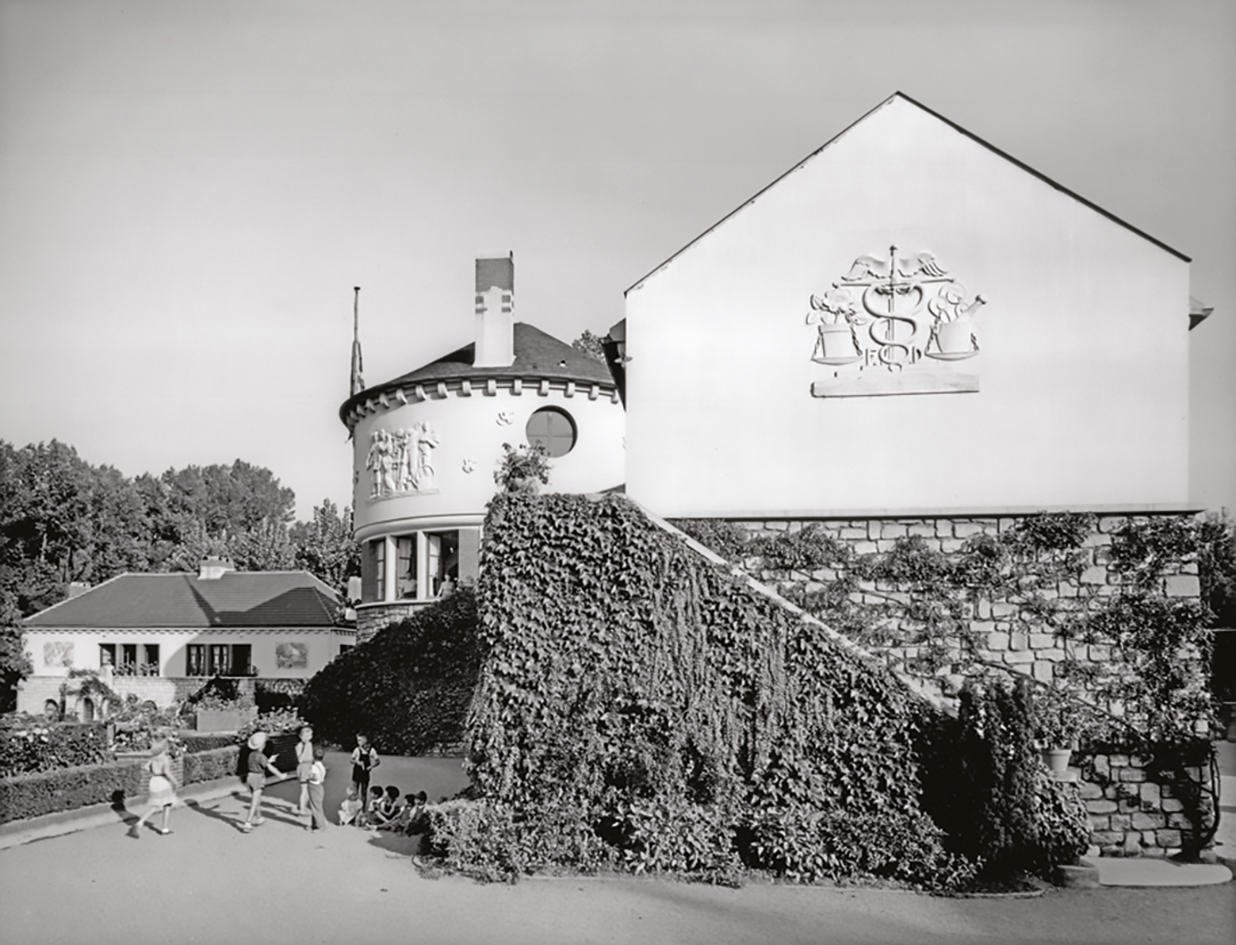
Cité ouvrière de Garches.

Partiellement terminée, la Cité est inaugurée le 17 juin 1950. Les familles qui s’installent au Village s’approprient immédiatement leurs maisons, les équipements collectifs et le Casino, lieu de rendez-vous convivial. Bientôt, le peintre Clément Serveau ornera la façade de la plupart des maisons d’une fresque. Aux premières constructions s’ajouteront des préaux d’enfants, des buanderies, des garages. Le tout relié par des pergolas en briques roses, des arcades et des caissons fleuris.
En concevant « le Village », la singulière cité-jardin dont rêvait François Debat, Crevel s’affirme définitivement comme un ardent défenseur d’une architecture « régionaliste », d’inspiration rurale, qui privilégie la maison individuelle, seule apte à ses yeux à proposer un habitat à visage humain. Il s’inscrit ainsi à l’opposé de la conception d’une architecture fonctionnaliste, qui s’oriente alors massivement vers la construction de « grands ensembles », réunissant des centaines voire des milliers de logements collectifs dans des barres ou des tours impersonnelles.
La Cité de Garches est complètement achevée en 1956, peu de temps avant la disparition du Docteur François Debat. En 1970, elle fera l’objet d’une inscription à l’inventaire des sites pittoresques à la demande du Dr Jacques Debat, son fils.

## Les Années 1950 – projets et réalisations
Alors qu’il mène assidûment les premières phases du chantier à Garches, Crevel s’inscrit à l’Ordre national des Architectes, qui réglemente désormais la profession. Après sa prestation de serment le 31 mars 1949, il obtient quelques mois plus tard l’agrément du Ministère de la Reconstruction et de l’Urbanisme (MRU).
Alors qu’il a déjà rénové de nombreuses propriétés à Saint-Cloud et dans les environs, édifié des locaux commerciaux ou industriels, il est sollicité pour restaurer ou construire des maisons particulières. À Saint-Cloud, Sèvres, Suresnes, Sevran ou Saint-Ouen l’Aumône, la plupart de ses habitations sont conçues sur les modèles de maisons La Rurale française.
À Paris, il mène des travaux de transformation. Il aménage par exemple l’un des étages d’un immeuble avenue de l’Opéra en studios. En 1952, le sculpteur Henri Bouchard fait appel à lui pour transformer l’un de ses deux ateliers en habitation pour son fils et sa belle-fille. Terminée en 1954, la maison dont Crevel a dessiné la façade, rue de l’Yvette dans le 16e arrondissement, existe toujours aujourd’hui.
En dehors de ces commandes, René Crevel conçoit un projet singulier : imaginer des châteaux d’eau comme autant d’ouvrages d’art. Bâtiments surélevés, en forme de tour surmontée d’un réservoir, Crevel les nomme « élévateurs » et les représente littéralement comme des « châteaux ». Certains ont un aspect turriforme, qui s’inspire de l’esthétique des « forteresses médiévales » ; d’autres ont une ossature ajourée avec une cuve en forme de tourelle montée sur pilotis. Si aucun de ces « élévateurs » n’a semble-t-il été réalisé, ils préfigurent les nombreux châteaux d’eau aux formes originales qui seront construits en béton dans les années 1960 et 1970.
Au début des années cinquante, Crevel entreprend aussi plusieurs projets à Forges-les-Eaux, en Normandie. Son ami Jacques Hébertot a racheté le casino de Forges pour le reconstruire et en faire un Centre culturel international. La Société immobilière de la Ville demande à Crevel de concevoir et d’édifier des maisons et de mener des travaux de rénovation dans les hôtels qu’elle gère. Quant au projet du Casino, devenu trop onéreux, il sera définitivement abandonné en 1959.
Depuis la fin de la guerre, Crevel peint essentiellement l’été à l’aquarelle. Après être allé plusieurs années de suite à Fécamp et sur la Côte normande, dans les années 1950 il retourne sur la Côte bretonne, puis en Auvergne, pousse jusqu’à la Méditerranée ; un long périple le mène du Tyrol autrichien au Nord de l’Italie jusqu’à Florence en 1955, à la découverte du littoral atlantique en 1956. De chacune de ses échappées estivales, il rapporte des paysages qui constituent un véritable carnet de voyage. Il peint aussi des aquarelles à Saint-Cloud et dans les alentours au milieu des années cinquante. En 1956, il participe à l’exposition Saint-Cloud et ses environs vus par les artistes d’autrefois et les contemporains, organisée par l’Association Les Amis de Saint-Cloud dont il est devenu le Vice-président. À la mi-décembre, au Salon d’Art de Saint-Cloud dont il est le fondateur et l’organisateur, Crevel expose aussi quelques-unes de ses aquarelles. Président de la Société des Artistes clodoaldiens, il se consacre surtout les années suivantes à promouvoir l’art et les artistes à Saint-Cloud.
En cette fin des années cinquante, il construit de nombreuses maisons individuelles rurales. Mais il conçoit aussi quelques projets modernistes. À Paris, il est chargé dès 1957 par la revue L’Action automobile d’agrandir et de surélever l’immeuble qu’elle occupe avenue d’Iéna. Sa situation dans le champ de visibilité de l’Arc de Triomphe engendre de nombreuses contraintes. Modifié à plusieurs reprises, le projet sera finalement accepté par les autorités qui délivrent le permis de construire fin 1959, mais il ne sera pas réalisé.
Au début des années soixante, Crevel délègue peu à peu les responsabilités qu’il occupe dans diverses associations culturelles, au premier rang desquelles les Amis de Saint-Cloud et la Société des Artistes clodoaldiens. En 1963, il vend sa propriété à la S.E.R.D.I. (Société d’Études de réalisation et de documentation immobilière). Sa maison sera malheureusement détruite peu de temps après son départ de Saint-Cloud.

## Les dernières années (1963-1971)
Il s’installe dans le Sud de la France, à Villeneuve-Loubet sur les hauteurs de Vaugrenier, dans un site qui lui offre une vue panoramique sur la mer de Nice à Antibes. Sur sa propriété, au milieu d’une nature préservée, se trouve une petite maison. Il réalise une extension à usage de bureau et d’atelier. Les années suivantes il obtient plusieurs permis de construire mais n’en réalise qu’une partie.
Inscrit à l’Ordre régional des Architectes, il ne cesse de travailler : à la demande de Régina Camier, comédienne célèbre de l’entre-deux-guerres, il apporte quelques modifications à sa villa au Cap d’Antibes. Conçoit un projet de réaménagement complet du château de Théoule-sur-Mer. Il mène des projets de maisons individuelles pour des particuliers, conçoit des villas ou pavillons pour des sociétés immobilières.
Durant ses dernières années, il continue à interroger sa pratique, propose des réponses aux nouveaux défis que doivent relever artistes et architectes. Fustigeant à la fois la concentration des grands ensembles et l’uniformisation des lotissements sans âme, il appelle à repenser l’architecture comme discipline de création au service des besoins et du bien-être de tous.
Entouré de sa femme et de son fils, il décède chez lui, à Villeneuve-Loubet, le 2 décembre 1971.

### Collections publiques
- Cité de la céramique – Sèvres et Limoges :
- Sèvres-Manufacture et Musées nationaux, dessins originaux, décors d’assiettes, 1925, 1931 et décors pour carreaux de faïence, 1934 (Archives de la Manufacture). Plaque de faïence polychrome Départ pour la pêche, Sèvres, Cité de la céramique.
- Musée national Adrien Dubouché, Vase octogonal, forme de Pierre Chabrol, décor de René Crevel, La Porcelaine Limousine, 1925. Vase porcelaine, décor de René Crevel, Bernardaud & Cie, 1925. Service à café Copenhague gris et or, porcelaine, manufacture Chabrol et Poirier, 1925. Service noir, noir et or, légumier et assiette porcelaine, Manufacture Robert Haviland, vers 1928, Limoges, musée national Adrien Dubouché, Cité de la céramique.
- Aubusson, Cité internationale de la tapisserie, Fonds Hamot : maquettes de tapisserie pour garnitures de sièges, maquettes de décors pour tapis. Fonds Marcel Coupé : maquettes de décors pour tapis.
- Beauvais, Archives départementales de l’Oise, Albums Édition d’Art Essef et papiers peints, Société française des papiers peints.
- MUDO, Musée de l’Oise, projet de papier peint Essef, gouache vers 1931.
- Fécamp, Musée des Pêcheries, La Chapelle Sainte-Anne, huile sur toile, s.d., L’ancienne rue Seigneur ou rue Oscar-Grindel, huile sur carton, 1931. Le Chalutier, huile sur toile, 1933.
- New York, Cooper-Hewitt, Smithsonian Design Museum, papiers peints de René Crevel, fabrication CH.-H. Geffroy, vers 1923 (dons de Nancy McClelland).
- New York, Metropolitan Museum of Art, Vase porcelaine avec couvercle, forme Rapin no 15, décor de René Crevel, Manufacture de Sèvres, 1926.
- Paris, Bibliothèque Forney, Dessins originaux, maquettes de papiers peints de la Collection Isidore Leroy, gouaches sur carton et sur papier.
- Paris, Bibliothèque nationale de France, département des Arts du spectacle de la Bibliothèque nationale de France, Fonds Hébertot, Devant la mort et Arlequin, aquarelles de René Crevel, 1920.
- Paris, Bibliothèque nationale de France, département Bibliothèque-musée de l’Opéra, Fonds Muelle, Dessins originaux, maquettes de costumes de René Crevel pour la pièce L’Atlantide, gouaches, 1920.
- Paris, Musée des Arts décoratifs, Dessins originaux, projets de papiers peints pour Desfossés et Karth, gouaches, 1930,1931. Papiers peints, René Crevel pour CH.-H. Geffroy, vers 1924. Papiers peints Essef, 1930-1931. Une paire de fauteuils bridge avec tapisseries d’après les cartons de René Crevel : Antilope bondissant ; Lévriers courant, exécutés par Hamot, vers 1930.
- Québec, Canada, Musée de la Civilisation, Le Cavalier, tapisserie haute lice exécutée par Hamot, Aubusson, 1929.
- Saint-Cloud, Musée des Avelines, Femmes aux oiseaux, huile sur toile, vers 1936.